# Karolingische Buchmalerei

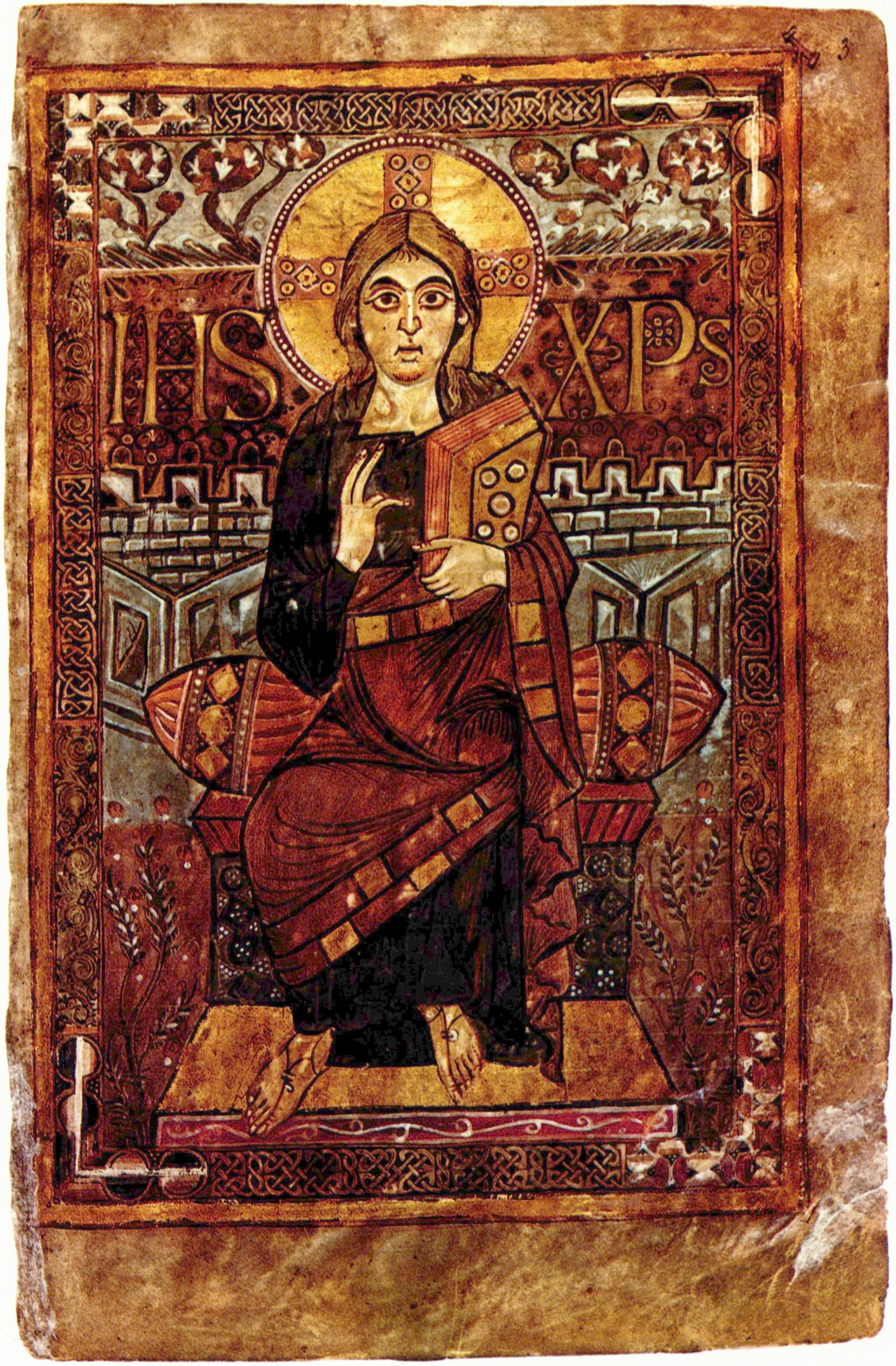
Maiestas-Domini-Darstellung im Godescalc-Evangelistar (wahrscheinlich Aachen, 781/783)

Als karolingische Buchmalerei wird die Buchmalerei vom Ende des 8. bis zum späten 9. Jahrhundert bezeichnet, die im Fränkischen Reich entstand. Während die vorherige merowingische Buchmalerei rein klösterlich geprägt war, ging die karolingische von den Höfen der fränkischen Könige sowie den Residenzen bedeutender Bischöfe aus.
Ausgangspunkt war die Hofschule Karls des Großen an der Aachener Königspfalz, der die Manuskripte der Ada-Gruppe zugeordnet werden. Gleichzeitig und wahrscheinlich am selben Ort existierte die Palastschule, deren Künstler byzantinisch geprägt waren. Die Codices dieser Schule werden nach ihrer Leithandschrift auch Gruppe des Wiener Krönungsevangeliars genannt. Bei allen stilistischen Unterschieden ist beiden Malschulen die direkte Auseinandersetzung mit der Formensprache der Spätantike sowie das Bemühen um eine vorher nicht dagewesene Klarheit des Seitenbildes gemeinsam. Nach dem Tod Karls verlagerte sich das Zentrum der Buchmalerei nach Reims, Tours und Metz. Dominierte zu Zeiten Karls die Hofschule, so wurden in den späteren Zentren der Buchkunst stärker die Werke der Palastschule rezipiert.
Die Blütezeit der karolingischen Buchmalerei endete im späten 9. Jahrhundert. In spätkarolingischer Zeit entwickelte sich eine franko-sächsische Schule, die wieder verstärkt Formen der älteren insularen Buchmalerei aufnahm, bevor mit der ottonischen Buchmalerei ab Ende des 10. Jahrhunderts eine neue Epoche einsetzte.

## Grundlagen der karolingischen Buchmalerei

### Zeitlicher und geografischer Rahmen
Die Zuweisung der karolingischen Kunst zu einer Epoche ist uneinheitlich: Teilweise wird sie als eigene Kunstepoche betrachtet, häufiger jedoch mit anderen Stilen des 5. bis 11. Jahrhunderts als frühmittelalterliche Kunst oder mit der ottonischen Kunst als Vorromanik zusammengefasst, mitunter auch als Frühromanik bereits in die romanische Epoche einbezogen. Die karolingische Kunst war stark an das jeweilige Herrscherhaus gebunden und auf den Herrschaftsbereich der Karolinger begrenzt, also auf das Fränkische Reich. Kunstregionen, die außerhalb dieses Raumes lagen, werden nicht zur karolingischen Kunst gezählt. Einen Sonderfall stellt das Langobardenreich dar, das Karl der Große 773/774 erobern konnte, das aber eigene kulturelle Traditionen fortführte, die stark auf die karolingische Kunst einwirkten. Umgekehrt wirkten die Impulse der Karolingischen Renaissance auch in Italien, besonders in Rom.
Die Wahl Pippins des Jüngeren 751 zum König der Franken markiert den Beginn der karolingischen Königsdynastie, eine eigenständige karolingische Kunst setzte jedoch erst unter Karl dem Großen ein, der seit 771 Alleinherrscher des Fränkischen Reiches war und 800 zum Kaiser gekrönt wurde. Die erste, zwischen 781 und 783 von Karl in Auftrag gegebene Prachthandschrift war das Godescalc-Evangelistar. Nach dem Tod Ludwigs des Frommen, des Nachfolgers Karls, wurde das Reich 843 im Vertrag von Verdun in die drei Teile West- und Ostfrankenreich sowie Lotharingien aufgeteilt. Lotharingien erfuhr in den folgenden Jahrzehnten mehrere weitere Teilungen, bei denen einige Gebiete an das West- und Ostfrankenreich fielen, andere in Lothringen, Burgund und Italien zu selbständigen Königreichen und Herzogtümern wurden.
Mit dem Tod Ludwigs des Kindes erlosch im Jahr 911 die Linie der ostfränkischen Karolinger. Zum neuen König wurde Konrad der Jüngere aus dem Geschlecht der Konradiner gewählt. Nach dessen Tod wählten die Großen Frankens und Sachsens Heinrich I. im Jahr 919 zum ostfränkischen König. Mit dem Übergang der Königswürde an die sächsischen Liudolfinger, die später als Ottonen bezeichnet wurden, verlagerte sich auch der Schwerpunkt der Kunstproduktion nach Ostfranken, wo die ottonische Kunst einen ausgeprägten eigenen Charakter entwickelte. Im Westfrankenreich ging die Königswürde nach dem Tod Ludwigs des Faulen 987 an Hugo Capet und damit an die Dynastie der Kapetinger über. Die Blüte der karolingischen Kunst endete jedoch im gesamten fränkischen Raum bereits Ende des 9. Jahrhunderts, die späteren spärlichen und weniger bedeutenden Werke griffen zumeist wieder auf ältere Traditionen zurück.

### Künstler und Auftraggeber

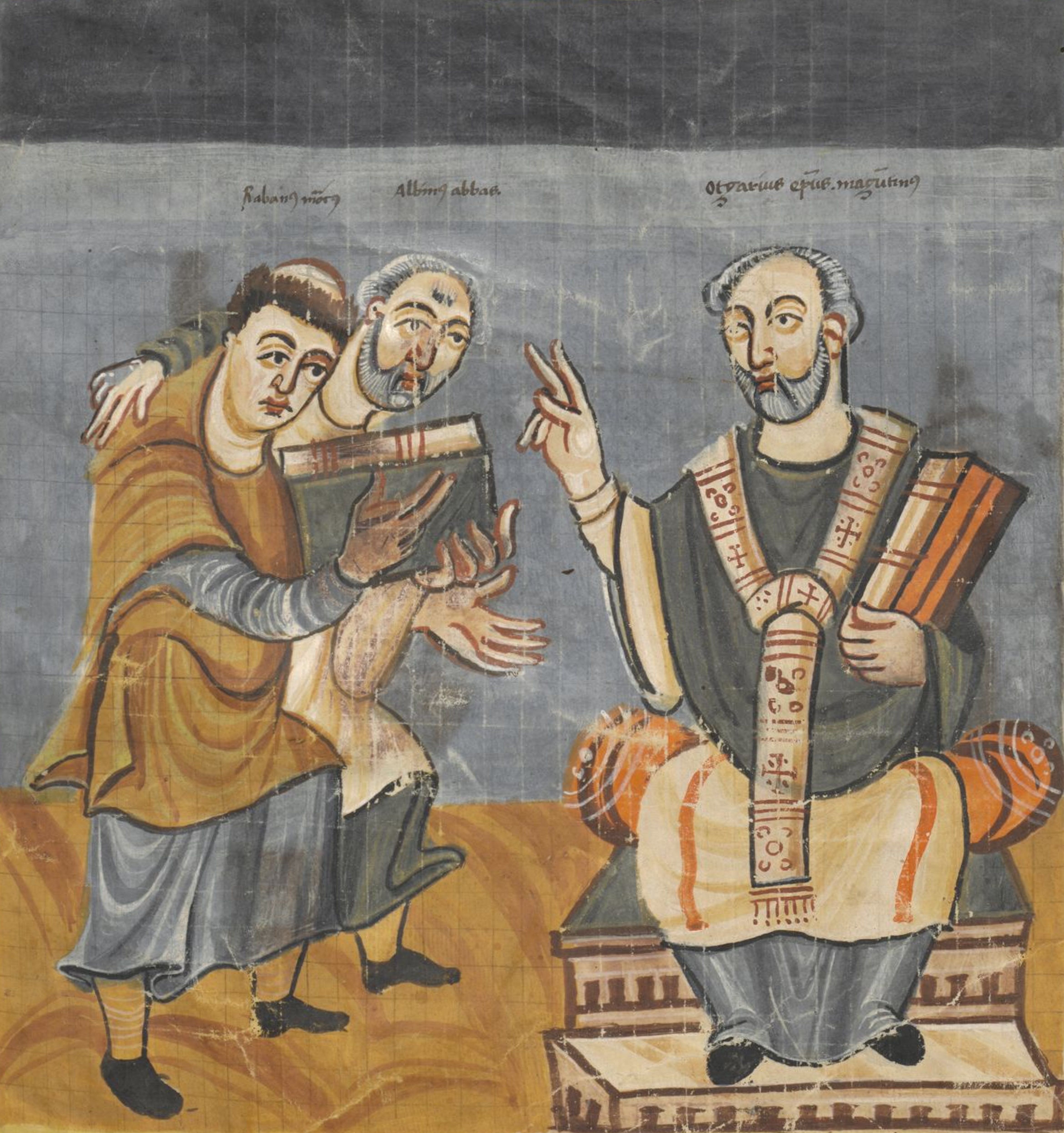
Rabanus Maurus, unterstützt von Alkuin, übergibt sein Werk an den Hl. Martin von Tours, von späterer Hand irrtümlich als Erzbischof Otgar von Mainz bezeichnet (Fulda, um 840).

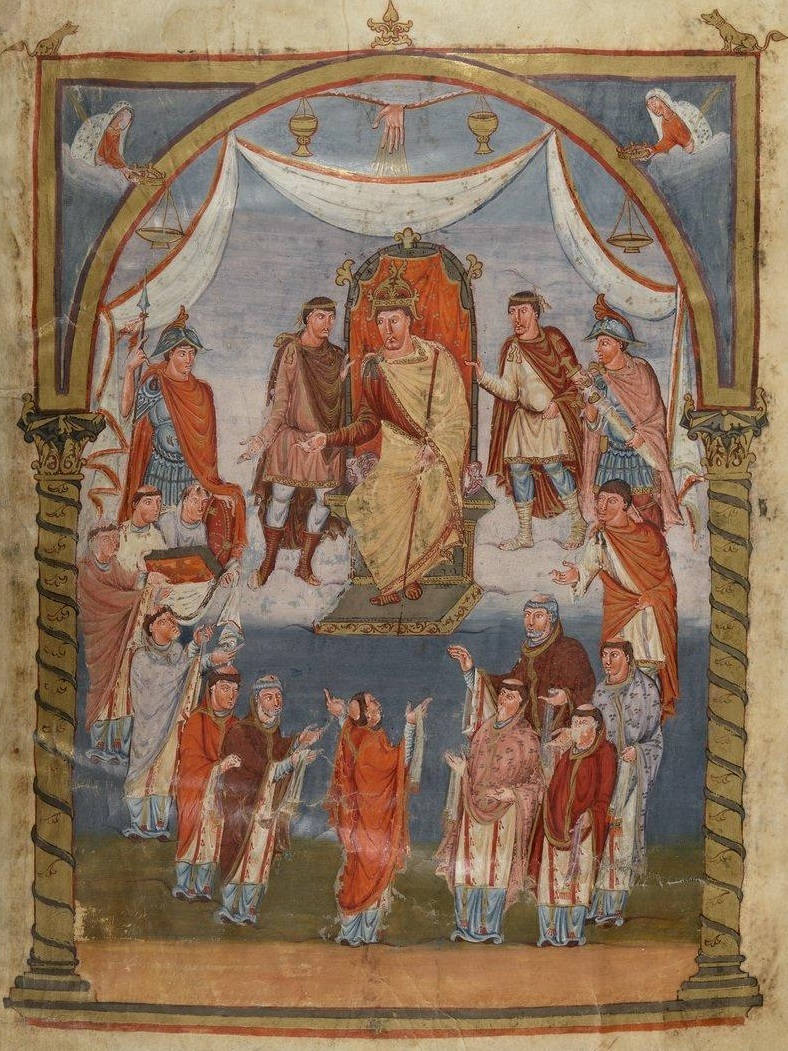
Darstellung Karls des Kahlen in der Vivian-Bibel, über ihm die Hand Gottes (Tours, 845/846)

Waren in merowingischer Zeit ausschließlich Klöster für die Buchproduktion verantwortlich, so ging die karolingische Renaissance vom Hof Karls des Großen aus. Das Godescalc-Evangelistar, der Dagulf-Psalter sowie eine schmucklose Handschrift bezeugen Karl in Widmungsgedichten und Kolophonen als Auftraggeber. Auch unter den Nachfolgern Karls des Großen waren kurzlebige Werkstätten an die Höfe der karolingischen Kaiser und Könige oder an die bedeutender, eng mit dem Königshof verbundener Bischöfe gebunden. Lediglich das Kloster von Tours blieb über Jahrzehnte bis zu seiner Zerstörung 853 produktiv.
Die meisten liturgischen Bücher waren für den königlichen Hof bestimmt. Einige der kostbarsten Codices dienten als Ehrengeschenke, so war der Dagulf-Psalter als Geschenk Karls an Papst Hadrian I. geplant, wenn es auch wegen des Todes Hadrians nicht mehr zu einer Übergabe kam. Eine dritte Gruppe von Handschriften wurde für die wichtigsten Klöster des Reiches hergestellt, um die vom Kaiserhof ausgehenden religiösen und kulturellen Impulse in das Reich zu tragen. So war das Evangeliar von Saint-Riquier für Karls Schwiegersohn Angilbert, den Laienabt von Saint-Riquier, bestimmt, und 827 stiftete Ludwig der Fromme ein Evangeliar (Evangeliar aus Soissons) aus der Hofschule Karls des Großen der Kirche Saint-Médard in Soissons. Umgekehrt schenkte das touronische Kloster unter Abt Vivian 846 Karl dem Kahlen die Vivian-Bibel, der sie vermutlich 869/870 der Kathedrale von Metz stiftete.
Wenige frühmittelalterliche Buchmaler sind namentlich fassbar. In einer vielleicht aus Aachen stammenden illustrierten Terenz-Handschrift versteckte einer der drei Maler, Adelricus, seinen Namen im Giebelornament einer Miniatur. Nach eigenen Aussagen malte der gelehrte Fuldaer Mönch Brun Candidus, der einige Zeit an der Aachener Hofschule unter Einhard verbracht hatte, die Westapsis der 819 geweihten Ratgar-Basilika über dem Bonifatiussarkophag im Kloster Fulda aus. Damit könnte ihm eine wichtige Rolle in der Fuldaer Malschule der ersten Hälfte des 9. Jahrhunderts zugekommen sein. Hypothetisch, aber nicht unwahrscheinlich ist deshalb, dass er auch als Buchmaler tätig war und die von ihm selbst verfasste Vita Abt Eigils illustriert hat.
Häufiger als die Maler nannte sich der Schreiber einer Handschrift in einem Widmungsgedicht oder im Kolophon. Das Godescalc-Evangelistar und der Dagulf-Psalter erhielten ihre Namen nach den Schreibern der Manuskripte. Beide bezeichnen sich als Capellani, was darauf hindeutet, dass das Skriptorium der Hofschule Karls des Großen mit der Kanzlei verbunden war. Im Codex aureus von St. Emmeram nennen sich die Mönche Liuthard und Beringer als Schreiber. Je kleiner ein Skriptorium war und je geringer der Anspruch der Buchmalerei, desto wahrscheinlicher ist es, dass der Schreiber auch die Illumination ausführte.

### Das Buch in karolingischer Zeit und seine Überlieferung

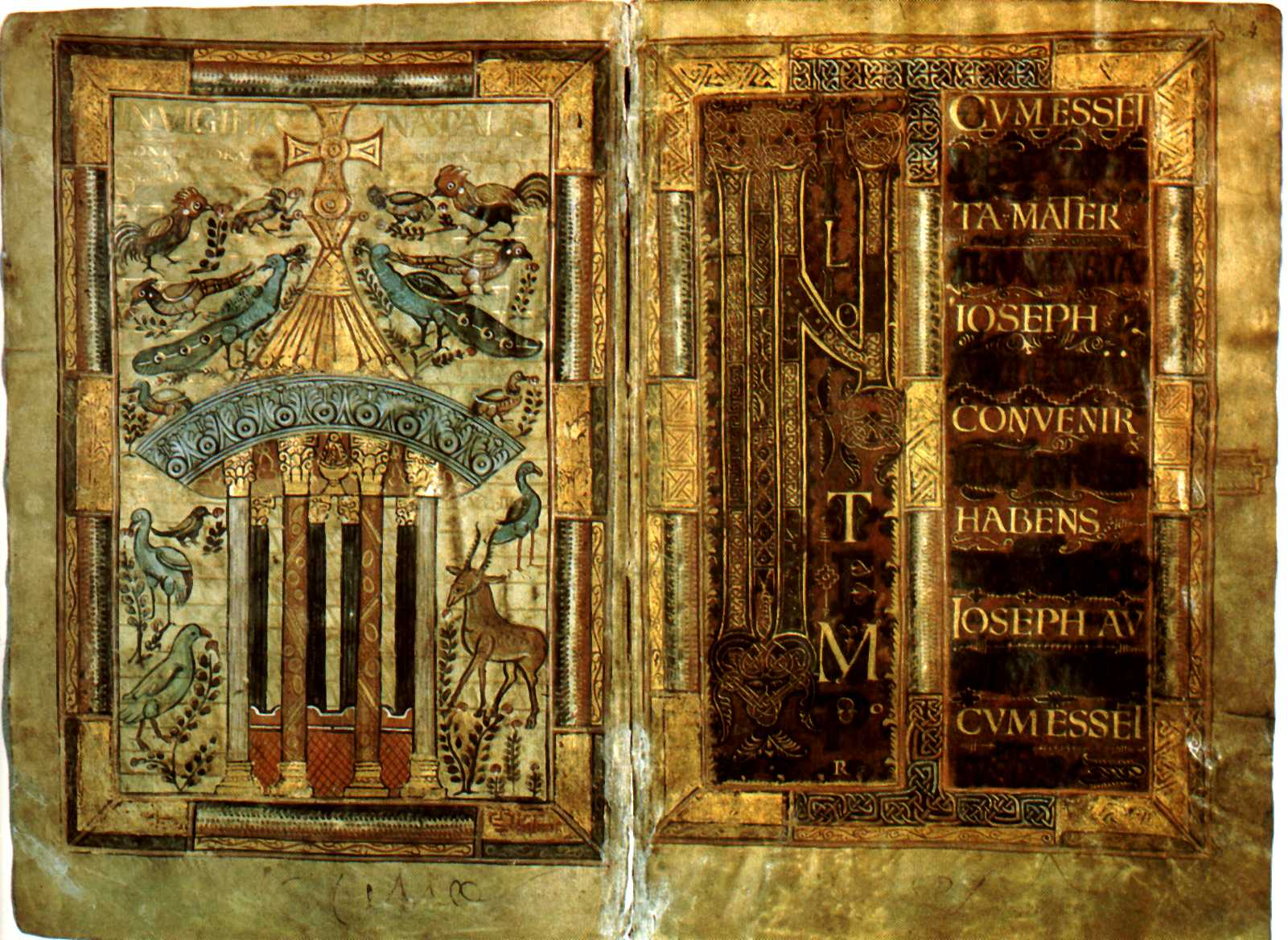
Godescalc-Evangelistar (wahrscheinlich Aachen, zwischen 781 und 783), Lebensbrunnen und Initiale (3^{v}/4^{r})

Die in einem arbeitsintensiven Prozess mit teuren Materialien hergestellten Bücher waren ein ausgesprochen kostbarer Luxusgegenstand. Alle karolingischen Manuskripte sind auf Pergament geschrieben, das billigere Papier erreichte Europa erst im Lauf des 13. Jahrhunderts. Besonders repräsentative Prachthandschriften, so das Godescalc-Evangelistar, das Evangeliar aus Soissons, das Krönungsevangeliar, das Lorscher Evangeliar und die Bibel von St. Paul wurden mit Gold- und Silbertinte auf purpurgefärbtem Pergament geschrieben. Ihre Buchdeckel wurden mit Elfenbeintafeln geschmückt, die von edelsteingeschmückten Goldschmiedearbeiten gefasst waren. Bei den Miniaturen dominierte die Deckfarbenmalerei, seltener war die – meist kolorierte – Federzeichnung.

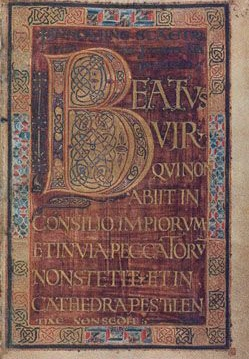
Der Dagulf-Psalter (Aachen, vor 795) enthält keinen Bildschmuck, wurde aber mit Gold- und Silbertinte auf purpur gefärbtem Pergament geschrieben.

Rund 8000 Handschriften aus dem 8. und 9. Jahrhundert sind überliefert. Wie groß die Bücherverluste sind, die auf Normanneneinfälle, Kriege, Bilderstürme, Brände und andere gewaltsame Ursachen, auf Geringschätzung oder Wiederverwendung des Pergaments als Rohstoff zurückzuführen sind, ist kaum abzuschätzen. Erhaltene Bücherverzeichnisse geben über den Umfang einiger der größten Bibliotheken Auskunft. So stieg der Buchbestand des Klosters St. Gallen in karolingischer Zeit von 284 auf 428, das Kloster Lorsch besaß im 9. Jahrhundert 590 und die Klosterbibliothek in Murbach 335 Manuskripte. Aus Testamenten lässt sich eine Vorstellung über den Umfang privater Bibliotheken gewinnen. Die 200 Codices, die Angilbert seinem Kloster Saint-Riquier vermachte und unter denen sich auch das Evangeliar von Saint-Riquier befand, dürften eine der größten Bibliotheken gewesen sein. Eccard von Mâcon vermachte seinen Erben rund zwanzig Bücher. Wie groß die Bibliothek Karls des Großen war, die nach seinem Tod gemäß seinen testamentarischen Verfügungen verkauft wurde, ist nicht bekannt. In der Aachener Bibliothek waren alle wesentlichen greifbaren Werke und zahlreiche Bilderhandschriften zusammengetragen, darunter viele römische, griechische und byzantinische Bücher.
Die meisten Handschriften waren gar nicht, ein kleiner Teil wenig anspruchsvoll illuminiert. In die kunsthistorische Literatur finden in der Regel nur die wenigen Hauptwerke der karolingischen Buchmalerei Eingang. Wertvolle Prachthandschriften – zumal, wenn es sich um liturgische Bücher handelte – genossen stets eine bevorzugte Behandlung. Die exklusivsten Codices waren keine Gebrauchsliteratur, sondern gehörten als liturgisches Gerät zum Kirchenschatz oder dienten vorwiegend repräsentativen Aufgaben, wie die häufig geringen Gebrauchsspuren nahelegen. Illustrationen auf dem sehr haltbaren Pergament sind zudem in einem geschlossenen Buch vor äußeren Einflüssen gut geschützt, und die Codices wurden lange Zeit nicht in offenen Regalen, sondern in Truhen, seltener in verschließbaren Schränken aufbewahrt. So haben sich gerade die illustrierten Manuskripte aus karolingischer Zeit relativ zahlreich erhalten, und viele Miniaturen überdauerten die vergangenen rund zwölf Jahrhunderte in einem sehr guten Zustand. Die meisten überlieferten Bilderhandschriften sind vollständig erhalten, fragmentarische Überlieferung ist selten. Dass dennoch mit einer nennenswerten Zahl verlorener illuminierter Handschriften zu rechnen ist, beweisen spätere Illustrationen, die Nachwirkungen nicht erhaltener Bildvorlagen sind. In einigen Fällen sind nicht mehr existierende illuminierte Codices bezeugt: so ein „goldener Psalter“ der Königin Hildegard aus der Frühzeit der karolingischen Buchmalerei.
Die leicht einschmelzbaren goldenen Buchdeckel haben dagegen nur in wenigen Fällen dem Zugriff späterer Zeiten standgehalten. Häufiger sind die Elfenbeinplatten der Einbände erhalten, jedoch in keinem Fall im Zusammenhang mit dem Codex, den sie ursprünglich schmückten. Die fünf Platten des Lorscher Evangeliars befinden sich heute im Vatikanischen Museum. Zumindest die untere Elfenbeinplatte ist kein karolingisches Werk, sondern ein spätantikes Original, wie eine Inschrift auf ihrer Rückseite beweist. Die einzigen sicher zu datierenden Elfenbeintafeln sind diejenigen des Dagulf-Psalters, die in dessen Widmungsgedicht genau beschrieben werden und so mit zwei Tafeln im Pariser Louvre identifiziert werden konnten. Die Buchmalerei stand in enger Wechselbeziehung mit der Elfenbeinschnitzerei. Den kleinformatigen, leicht transportablen Kunstwerken kam eine wichtige Rolle als Vermittler antiker und byzantinischer Kunst zu. Von der karolingischen Großskulptur haben sich dagegen nur wenige Fragmente erhalten, etwas besser sind Werke der Goldschmiedekunst überliefert. Im Zusammenhang mit der Buchmalerei ist hier besonders der Buchdeckel des Codex aureus von St. Emmeram aus der Hofschule Karls des Kahlen von Interesse.
Durch die relativ gute Überlieferungslage haben die karolingische Buchmalerei und Kleinplastik für die Kunstgeschichte größere Bedeutung als die anderer Epochen, da alle übrigen Kunstgattungen aus karolingischer Zeit ausgesprochen schlecht erhalten sind. Dies gilt insbesondere für die monumentale Wandmalerei, die wie in der späteren ottonischen und romanischen Zeit die Leitgattung der karolingischen Malerei war. Es ist davon auszugehen, dass jede Kirche sowie die Paläste mit Fresken ausgemalt waren; die minimalen erhaltenen Reste erlauben jedoch keine anschauliche Vorstellung von der einstigen Bilderpracht mehr. Auch Mosaiken in antiker Tradition spielten eine Rolle; so war die Pfalzkapelle in Aachen mit einem prächtigen Kuppelmosaik geschmückt.

## Vorläufer und Einflüsse

### Merowingische Buchmalerei

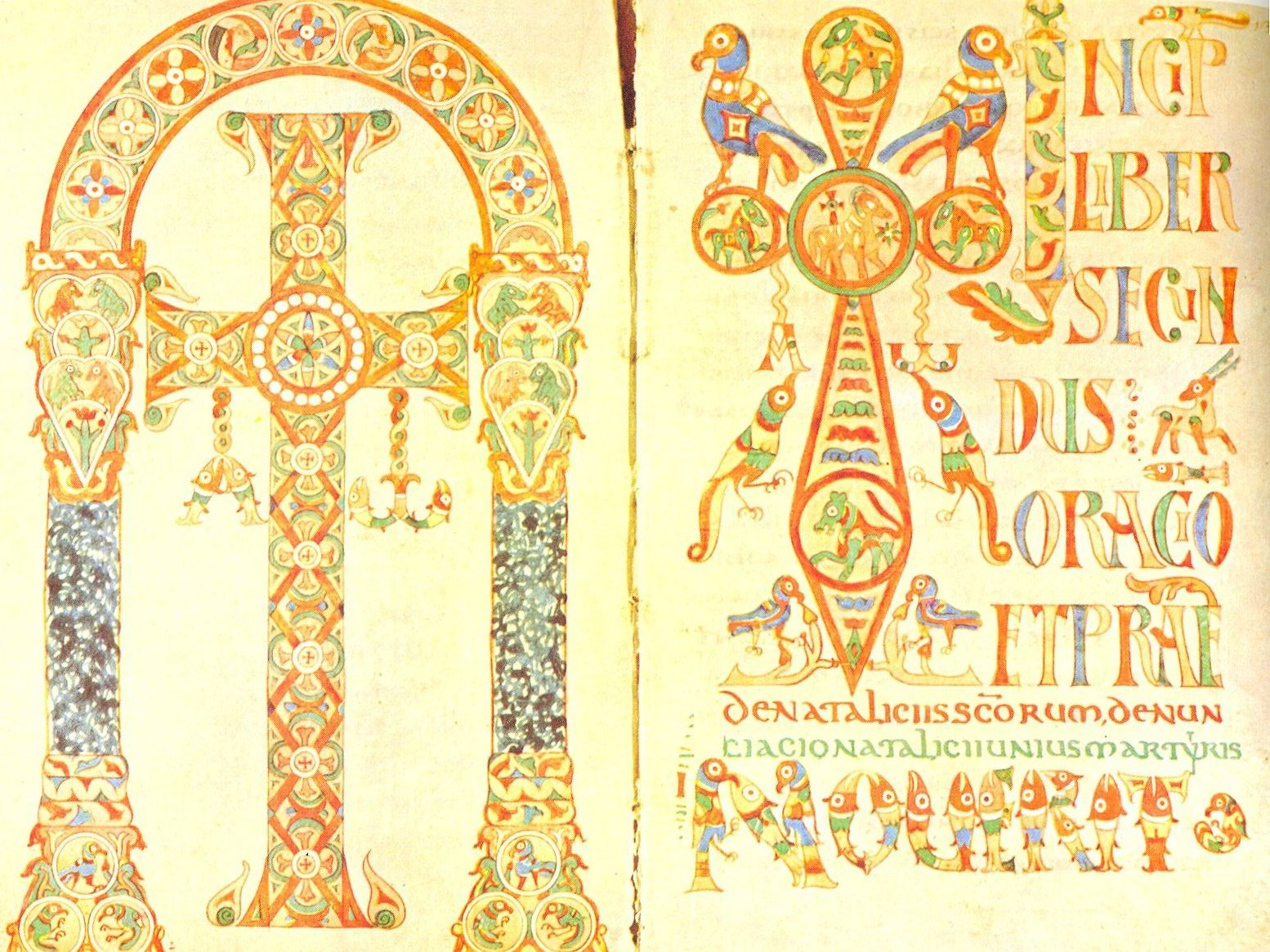
Sacramentarium Gelasianum (nordostfränkisch, Mitte des 8. Jahrhunderts)

Die Karolingische Renaissance bildete sich in einem ausgesprochenen „kulturellen Vakuum“ aus, ihr Zentrum wurde Karls Residenz Aachen. Die merowingische Buchmalerei, benannt nach der den Karolingern vorausgehenden Herrscherdynastie im Frankenreich, blieb rein ornamental. Die mit Lineal und Zirkel konstruierten Initialen sowie Titelbilder mit Arkaden und eingestelltem Kreuz sind fast die einzige Illustrationsform. Seit dem 8. Jahrhundert traten zunehmend zoomorphe Ornamente auf, die so dominant wurden, dass etwa in Handschriften aus dem Frauenkloster Chelles ganze Zeilen ausschließlich aus Buchstaben bestehen, die aus Tieren gebildet sind. Im Gegensatz zur gleichzeitigen insularen Buchmalerei mit wuchernder Ornamentik strebte die merowingische nach einer klaren Ordnung des Blattes. Eines der ältesten und produktivsten Skriptorien war das des 590 von dem irischen Mönch Columban gegründete Klosters Luxeuil, das 732 zerstört wurde. Das 662 gegründete Kloster Corbie entwickelte einen ausgeprägten eigenen Illustrationsstil, Chelles und Laon waren weitere Zentren der merowingischen Buchillustration. Ab der Mitte des 8. Jahrhunderts wurde diese stark von der insularen Buchmalerei beeinflusst. Ein Evangeliar aus Echternach beweist, dass es in diesem Kloster zu einer Zusammenarbeit irischer und merowingischer Schreiber und Buchmaler gekommen ist.

### Insulare Buchmalerei

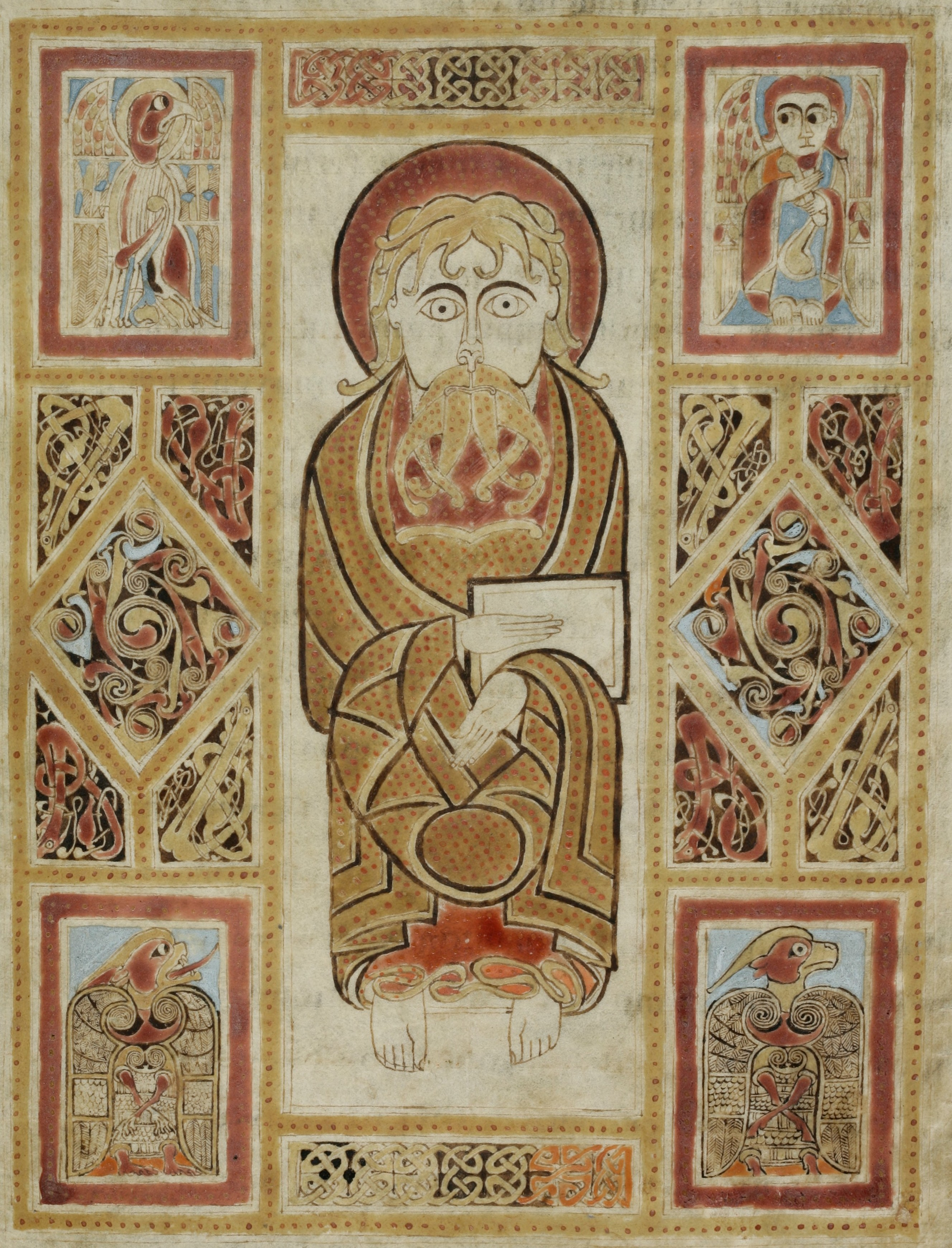
Im fränkischen Kloster St. Gallen von irischen Mönchen illustriertes Evangeliar des 8. Jahrhunderts

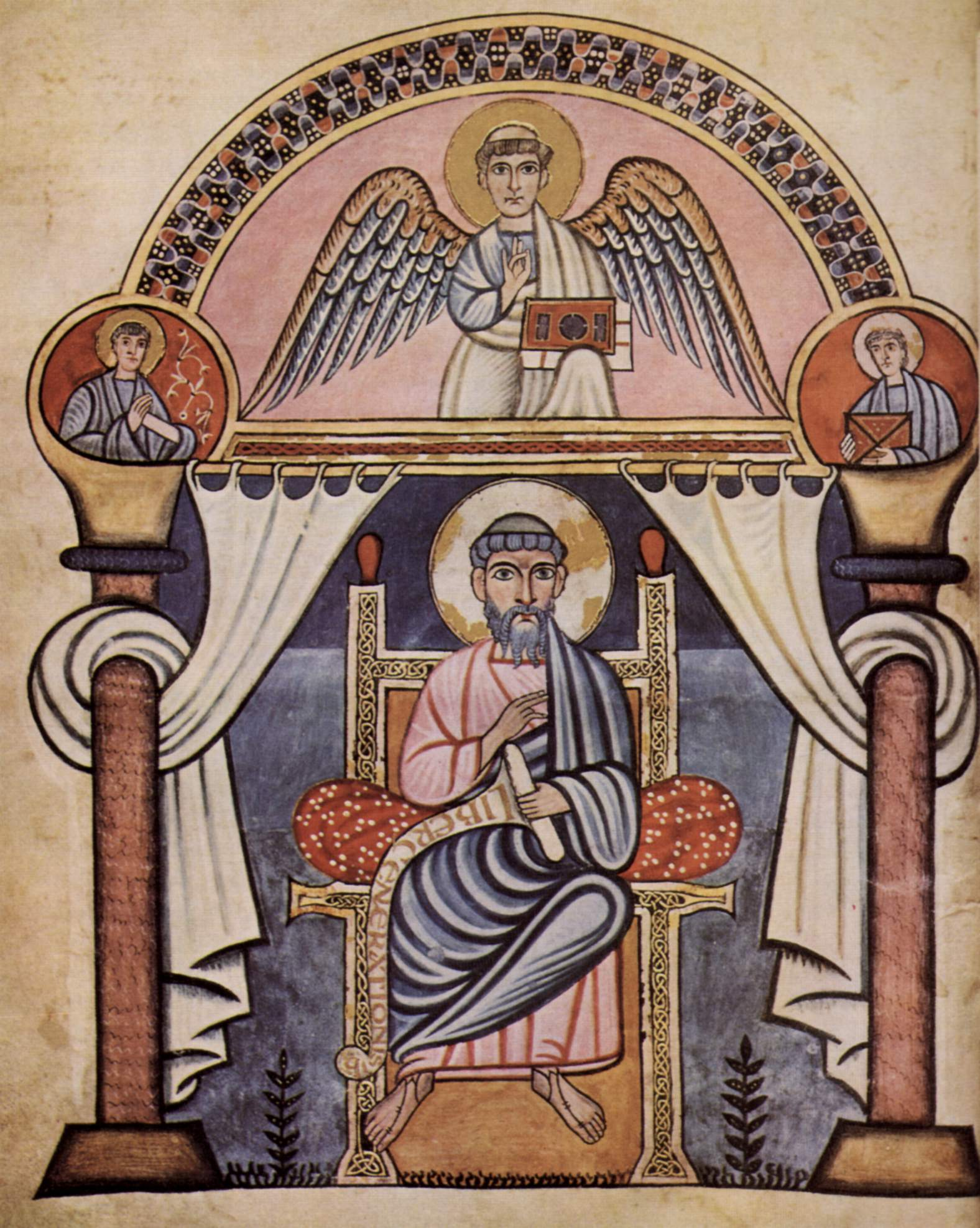
Die Miniaturen des Codex Aureus von Stockholm (Canterbury, Mitte des 8. Jahrhunderts) sind ungewöhnlich für die insulare Buchmalerei und weisen auf die Hofschule Karls des Großen voraus.

Bis zur Karolingischen Renaissance waren die britischen Inseln der Zufluchtsort römisch-frühchristlicher Überlieferung, die dort jedoch durch die Vermischung mit keltischen und germanischen Elementen einen eigenständigen insularen Stil hervorgebracht hatte, dessen teils heftig expressiver, das Ornament bevorzugender und strikt zweidimensionaler Charakter letztlich in seinem Antinaturalismus der antiken Formensprache geradezu entgegenstand. Nur ausnahmsweise bewahrten die insularen Buchmalereien klassische Gestaltungselemente, so der Codex Amiatinus (Südengland, um 700) und der Codex Aureus von Stockholm (Canterbury, Mitte des 8. Jahrhunderts).
Durch die von Irland und Südengland ausgehende iro-schottische Mission wurde der europäische Kontinent stark von der insularen Klosterkultur geprägt. In ganz Frankreich, Deutschland und in Italien gründeten irische Mönche im 6. und 7. Jahrhundert Klöster, die „Schottenklöster“. Zu diesen zählten Annegray, Luxeuil, St. Gallen, Fulda, Würzburg, Sankt Emmeram in Regensburg, Trier, Echternach und Bobbio. Im 8. und 9. Jahrhundert folgte ein zweiter angelsächsischer Missionsschub. Über diesen Weg gelangten zahlreiche illuminierte Handschriften auf das Festland, die besonders in Schrift und Ornamentik starken Einfluss auf die jeweiligen regionalen Formensprachen hatten. Während in Irland und England wegen der Überfälle der Wikinger ab Ende des 8. Jahrhunderts die Buchproduktion weitgehend zum Erliegen kam, entstanden auf dem Kontinent noch einige Jahrzehnte lang Buchmalereien in insularer Tradition. Neben den Werken der karolingischen Hofschulen blieb dieser Traditionszweig lebendig und prägte in der zweiten Hälfte des 9. Jahrhunderts die franko-sächsische Schule, aber auch die Hofschulen übernahmen Elemente der insularen Buchmalerei, speziell die Initialseite.

### Antikenrezeption

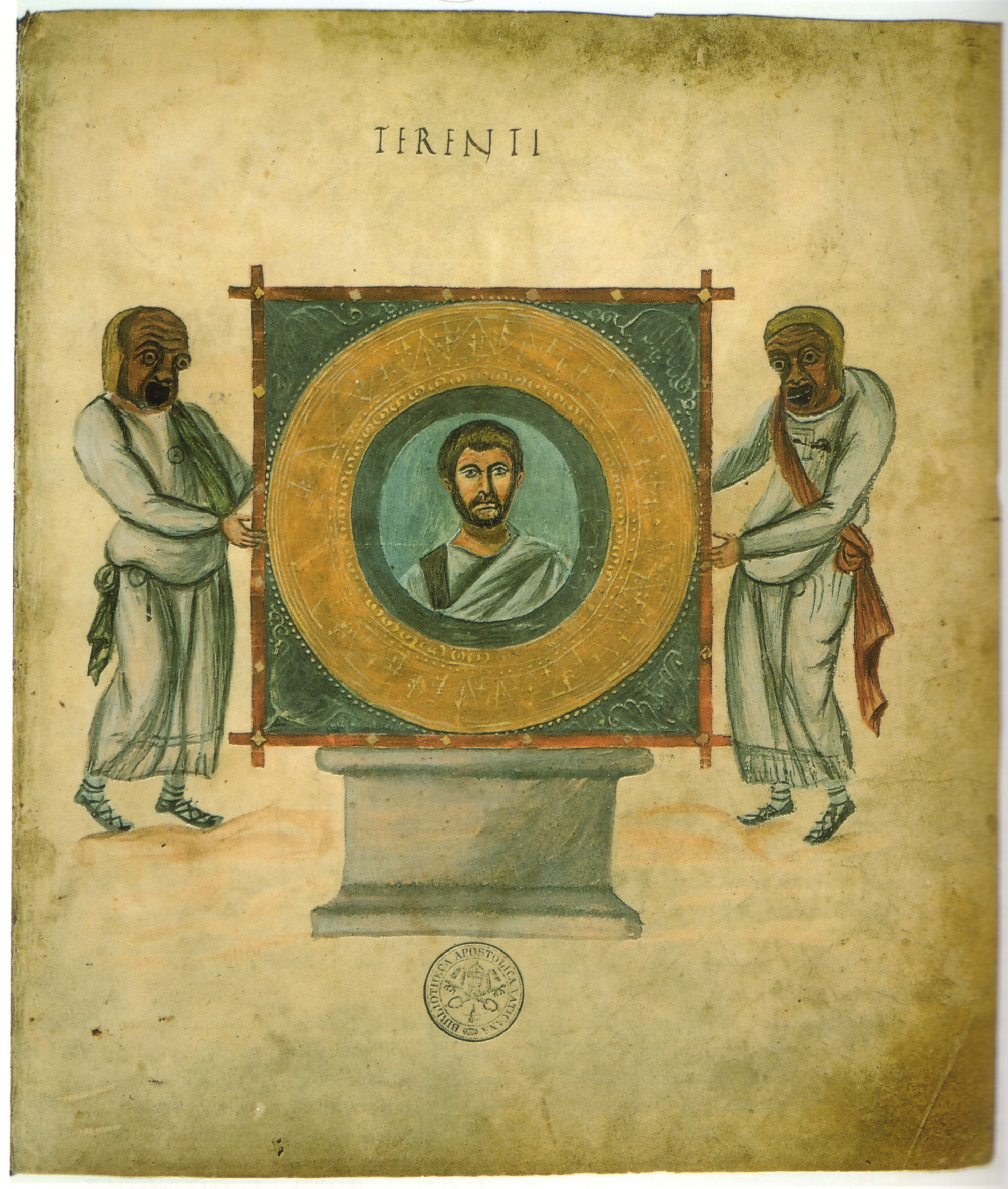
Autorenbild des Terenz. Karolingische Kopie nach antiker Vorlage (Lotharingien, evtl. Aachen, um 825)

Der Rückgriff auf die Antike war das Hauptcharakteristikum der karolingischen Kunst schlechthin. Die programmatische Adaption antiker Kunst orientierte sich konsequent am spätrömischen Kaisertum und fügte sich in die als renovatio imperii romani bezeichnete Grundidee ein, das Erbe des Römischen Reiches in allen Bereichen zu beanspruchen. Die Künste fügten sich als elementarer Bestandteil in die geistige Strömung der karolingischen Renaissance ein.
Von großer Bedeutung für die Rezeption der antiken Kunst war das Studium originaler Werke, die besonders in Rom noch zahlreich erhalten waren. Für die Künstler und Gelehrten des Nordens, die Italien nicht aus eigener Anschauung kannten, kam Werken der spätantiken Buchmalerei eine wesentliche Mittlerrolle zu, denn neben der Kleinplastik gelangte nur das Buch unmittelbar in die Werkstätten und Bibliotheken nördlich der Alpen. Nachweislich verwendete das Skriptorium in Tours auch antike Originale als Vorlage. So wurden Figuren aus dem Vergilius Vaticanus, der sich im Besitz der touronischen Bibliothek befand, abgepaust und finden sich in den Bibeln wieder. Andere antike Handschriften im Besitz der bedeutenden Bibliothek waren die Cotton-Genesis und die Leo-Bibel aus dem 5. Jahrhundert. Viele verlorene illustrierte Bücher der Spätantike sind heute nur durch karolingische Kopien erschließbar.

### Byzanz
Neben den Originalwerken vermittelte die byzantinische Buchmalerei das antike Erbe, das dort in weitgehend ungebrochener Tradition produktiv fortgeführt worden war. Allerdings bedeutete der byzantinische Bilderstreit, der zwischen 726 und 843 den religiösen Bilderkult unterband und eine Welle der Bilderzerstörung nach sich zog, einen wichtigen Einschnitt für die Kontinuität der Überlieferung. Mit dem Exarchat von Ravenna besaß Byzanz noch bis in das 8. Jahrhundert einen wichtigen Brückenkopf im Westen. Künstler, die aus Byzanz vor der Verfolgung wegen des Bilderverbotes geflohen waren, beförderten auch die römische Kunst. Aus dem byzantinisch geprägten Italien zog Karl der Große Künstler an seinen Hof, die die Werke der Palastschule schufen.

### Italien
Italien war nicht nur als Vermittler klassischer und byzantinischer Kunst von Bedeutung. Rom erlebte eine besonders ausgeprägte renovatio-Bewegung, die mit der karolingischen Renaissance im Frankenreich in Beziehung stand. Durch seine Rolle als Schutzherrschaft des Papsttums war das Frankenreich Rom eng verbunden, das trotz seines Niedergangs seit der Völkerwanderungszeit noch immer als caput mundi, als Haupt der Welt galt. In den Jahren 774, 780/781 und anlässlich seiner Kaiserkrönung im Jahr 800 hielt sich Karl der Große selbst längere Zeit in Rom auf.
Seit dieser 774 das Langobardenreich erobert hatte, flossen von dort reiche Kulturströme nach Norden. Die Buchmalereien der Hofschule Karls des Großen weisen Gemeinsamkeiten mit langobardischen Werken auf und schon die für fränkische Könige neue Idee, Prachthandschriften in Auftrag zu geben, könnte auf Vorbilder am langobardischen Hof in Pavia zurückgehen.

## Entwicklung der karolingischen Buchmalerei
Zur chronologischen Entwicklung und topografischen Verteilung siehe die Übersicht Hauptwerke der karolingischen Buchmalerei.
Einen einheitlichen karolingischen Stil gibt es nicht. Stattdessen haben sich drei Zweige herausgebildet, die auf sehr unterschiedliche Malschulen zurückgehen. Zwei höfische Malschulen waren am Aachener Hof Karls des Großen um 800 tätig und werden als „Hofschule“ beziehungsweise „Palastschule“ bezeichnet. Auf dieser Grundlage entwickelten sich ausgeprägte Werkstattstile, vor allem im Reims, Metz und Tours, die selten länger als zwei Jahrzehnte produktiv blieben und stark von der jeweiligen Tradition des Skriptoriums, dem Umfang und der Qualität der vorhandenen Bibliothek sowie von der Persönlichkeit des Stifters abhängig waren. Ein dritter, von den Hofschulen weitgehend unabhängiger Stil führte die insulare Buchmalerei als franko-sächsische Schule fort und dominierte die Buchmalerei seit Ende des 9. Jahrhunderts.
Beiden höfischen Malschulen ist die direkte Auseinandersetzung mit der Formensprache der Spätantike sowie das Bemühen um eine vorher nicht dagewesene Klarheit des Seitenbildes gemeinsam. War die insulare und merowingische Buchmalerei von abstrakten Flechtmustern und schematisierten Tierornamenten geprägt, so nahm die karolingische Kunst mit dem Eierstabmuster, der Palmette, der Weinranke und dem Akanthus klassische Ornamente wieder auf. In der figürlichen Malerei bemühten sich die Künstler um eine nachvollziehbare Darstellung der Anatomie und Physiologie, der Dreidimensionalität von Körpern und Räumen sowie um Lichteffekte auf Oberflächen. Besonders das Element der Wahrscheinlichkeit überwand die vorangegangenen Schulen, deren schildernde Darstellungen, anders als ihre abstrakten Bilder, „unbefriedigend, um nicht zu sagen lächerlich“ waren.
Die klare Ordnung der Buchmalerei war nur ein Teil der karolingischen Reformation des Buchwesens. Sie bildete eine konzeptionelle Einheit mit der sorgfältigen Redaktion von Mustereditionen der biblischen Bücher sowie der Entwicklung einer einheitlichen, klaren Schrift, der karolingischen Minuskel. Daneben trat – vor allem als Schmuck- und Gliederungselement – der ganze Kanon antiker Schriften auf, etwa die Unziale und die Halbunziale.

### Typen illustrierter Bücher und ikonographische Motive

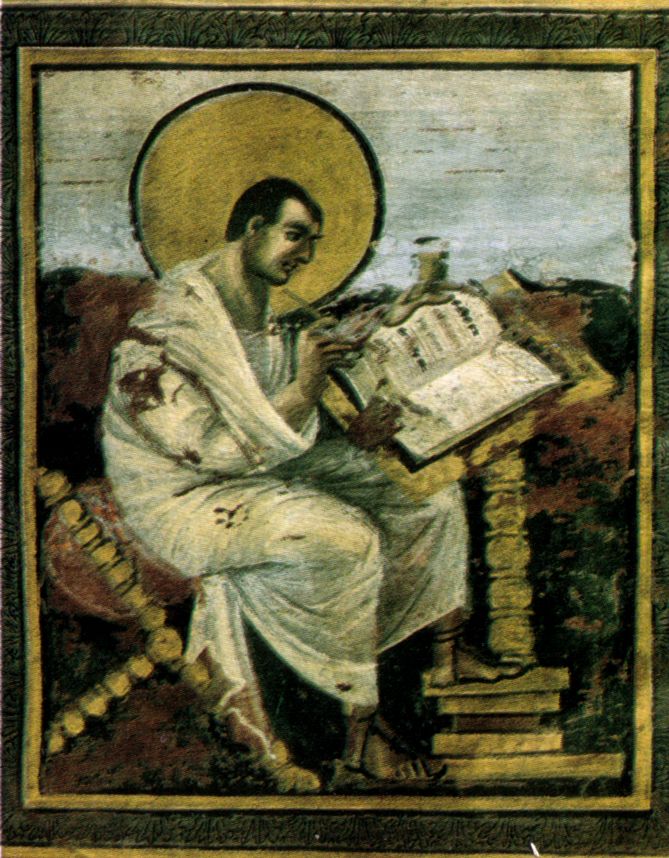
Evangelist Matthäus im Krönungsevangeliar (Aachen, kurz vor 800)

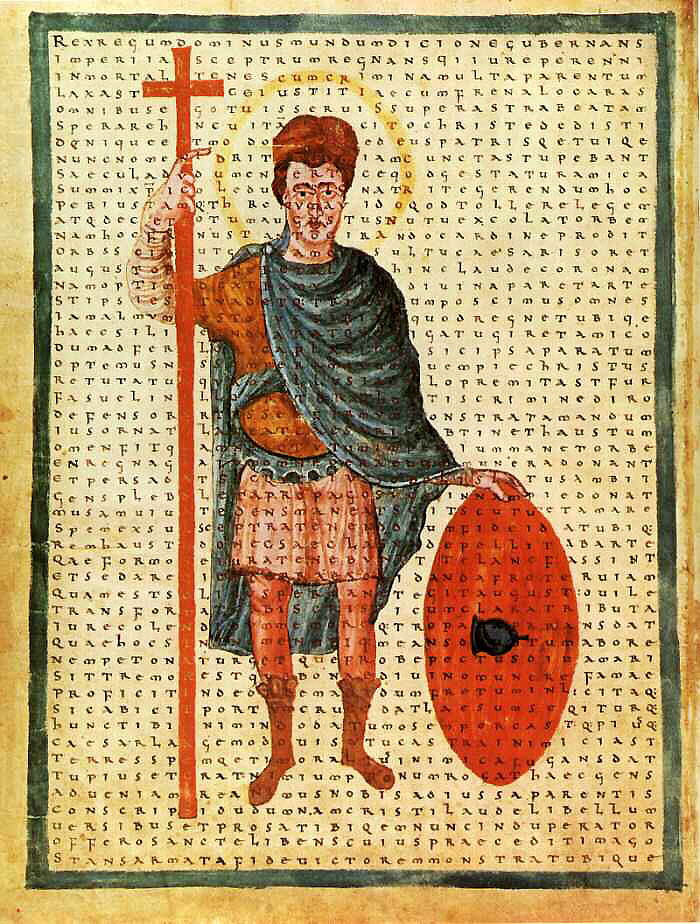
Illustration zu De Laudibus Sanctae Crucis des Rabanus Maurus (Fulda, um 840)

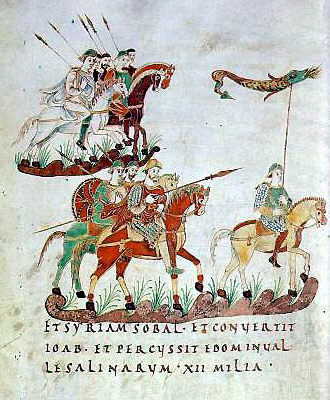
Der Goldene Psalter von St.Gallen (vor 883) ist die berühmteste Handschrift der St. Galler Schule

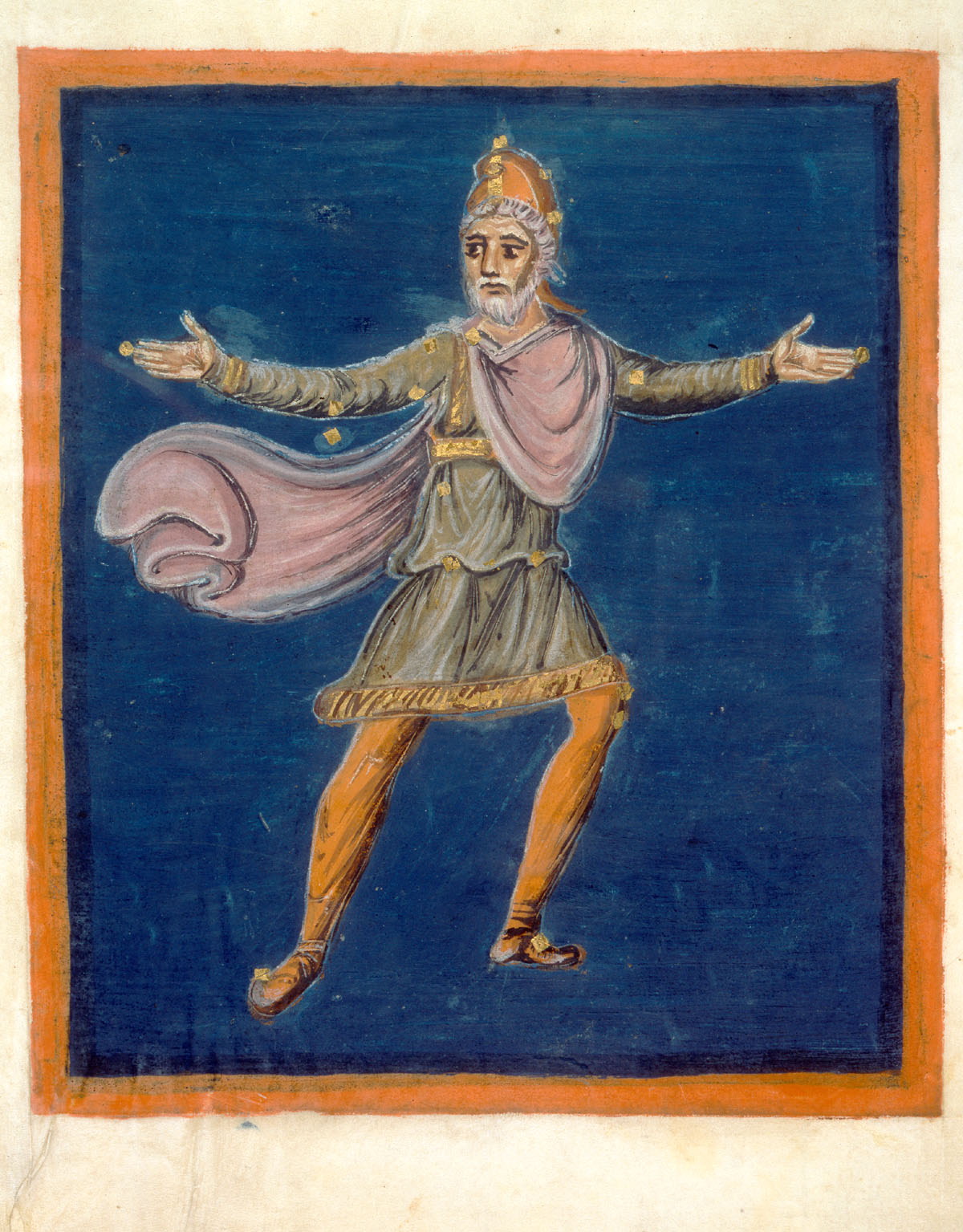
Cepheus-Darstellung in der Leidener-Aratea-Handschrift

Dem Buch kam durch die Verbindung von Text und Bild eine besondere Bedeutung als Instrument der Verbreitung des renovatio-Gedankens im Reich zu. Im Zentrum der Reformbemühungen um eine einheitliche Regelung der Liturgie stand das Evangeliar. Der Psalter war der erste Typus eines Gebetbuchs. Etwa ab der Mitte des 9. Jahrhunderts erweiterte sich das Spektrum der zu illustrierenden Bücher um die Vollbibel und das Sakramentar. Die Ausführung dieser liturgischen Bücher wurde in der Admonitio generalis von 789 ausdrücklich nur erfahrenen Händen, perfectae aetatis homines anvertraut.
Hauptschmuck der Evangeliare waren Darstellungen der vier Evangelisten. Die Maiestas Domini, das Bild des thronenden Christus, kommt anfangs selten, Marienbilder und Darstellungen anderer Heiliger während der gesamten karolingischen Epoche fast gar nicht vor. Im Jahr 794 hatte sich die Synode von Frankfurt mit dem byzantinischen Bilderstreit auseinandergesetzt und die Bilderverehrung verboten, wies der Malerei aber die Aufgabe der Belehrung und Unterweisung zu. Als offizielle Stellungnahme des Kreises um Karl den Großen in diesem Sinne gelten die Libri Carolini, deren Verfasser wahrscheinlich Theodulf von Orléans war. Eine frühe Maiestas-Domini-Darstellung taucht 781/783, also einige Jahre vor der Festlegung auf diese Position, im Godescalc-Evangelistar auf. Nachdem 825 eine fränkische Synode die Bestimmungen lockerte, erweiterte sich die Skala bildwürdiger Themen besonders in den Schulen von Metz und Tours. Seit Mitte des 9. Jahrhunderts war das Motiv der Maiestas Domini ein zentrales Motiv besonders der touronischen Evangeliare und Bibeln und gehörte nun zusammen mit den Evangelistenbildern zu einem festen ikonologischen Illustrationszyklus. Im Godescalc-Evangelistar taucht zum ersten Mal das Motiv des Lebensbrunnens auf, das im Evangeliar von Soissons wiederholt wird. Ein anderes neues Motiv war die Anbetung des Lammes. Zum festen Bestandteil der Evangeliare gehören Kanontafeln mit Arkadenrahmungen. Charakteristisch für die Hofschule Karls des Großen waren Thronarchitekturen, die bei den Werken der Palastschule sowie der Schulen von Reims und Tours fehlen. Von der insularen Buchmalerei übernahmen die Buchmaler die Initialseite.
Ein zentrales Motiv war seit der Zeit Ludwigs des Frommen das Herrscherbild, das vor allem in Handschriften aus Tours auftaucht. In Hinsicht auf die programmatische Aneignung des römischen Erbes im Sinne einer Erneuerung und damit der Legitimation karolingischer Herrschaft kam diesem Motiv eine besondere Bedeutung zu. Aus dem Vergleich der Bilder mit Beschreibungen in zeitgenössischer Literatur, etwa Einhards Vita Karoli Magni und Thegans Gesta Hludowici, lässt sich schließen, dass es sich um typologische Bildnisse im Geist und nach dem Vorbild römischer Herrscherbildnisse handelt, die mit naturalistisch-porträthaften Elementen angereichert wurden. Die sakrale Bedeutung des Kaiseramtes wird in fast allen karolingischen Herrscherbildern thematisiert, die dementsprechend besonders in liturgischen Büchern vorkommen. Häufig erscheint die Hand Gottes über den Herrschern. Am deutlichsten wird die sakrale Konnotation in einer Darstellung des nimbierten, das Kreuz tragenden Ludwigs des Frommen als Illustration von De laudibus sanctae crucis des Rabanus Maurus.
Neben den liturgischen wurden relativ wenig weltliche Bücher illustriert, unter denen Kopien spätantiker Sternbildzyklen eine besondere Rolle spielen. Aus diesen ragt eine Aratea-Handschrift aus der Zeit um 830–840 heraus, die später einige Male kopiert wurde. Der Berner Physiologus (Reims, um 825–850) ist die bedeutendste aus einer Reihe von illustrierten Handschriften der Naturlehre des Physiologus. Ein für das Mittelalter wichtiges Lehrbuch war Boëthius’ Werk De institutione arithmetica libri II, das in den 840er Jahren in Tours für Karl den Kahlen illuminiert wurde. Unter den illustrierten Werken klassischer Literatur sind besonders Handschriften mit Komödien des Terenz, die um 825 in Lotharingien beziehungsweise in der zweiten Hälfte des 9. Jahrhunderts in Reims zu nennen sowie ein Manuskript mit Gedichten des Prudentius, das möglicherweise aus dem Kloster Reichenau stammt und im letzten Drittel des 9. Jahrhunderts illustriert wurde.
Alltagsszenen finden sich besonders zahlreich in Psalmenillustrationen eingebettet, so im Utrechter, im Stuttgarter und im Goldenen Psalter von St. Gallen. Andere Bücher wie ein Martyrologium des Wandalbert von Prüm (Reichenau, drittes Viertel des 9. Jahrhunderts) enthalten gelegentlich Monatsbilder mit den bäuerlichen Tätigkeiten im Laufe des Jahres, Dedikationsbilder oder Darstellungen schreibender Mönche. Noch keine Rolle für die karolingische Buchmalerei spielten die Historiographie sowie juristische Texte. Volkssprachige Literatur wurde nur in wenigen Ausnahmefällen überhaupt kodifiziert und genoss bei Weitem nicht die Wertschätzung, die für eine Illuminierung Voraussetzung gewesen wäre. Dies gilt selbst für anspruchsvolle Bibeldichtung wie Otfrieds Evangelienbuch.

### Die Buchmalerei zur Zeit Karls des Großen

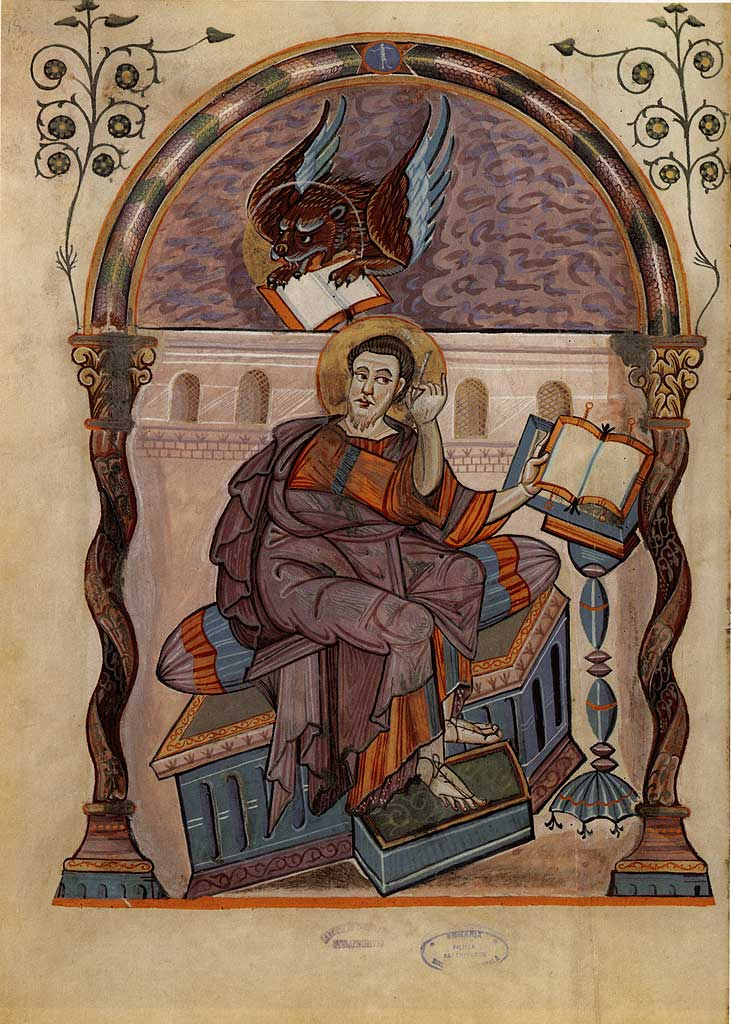
Der Evangelist Markus im Lorscher Evangeliar (Aachen, um 810)

Die klösterlich und stark von der insularen Buchillustration geprägte merowingische Buchkultur setzte sich zunächst unbeeinflusst vom Wechsel der fränkischen Herrscherdynastie fort. Dies änderte sich Ende des 8. Jahrhunderts schlagartig, als Karl der Große (Regierungszeit 768–814) zur Reform des gesamten geistigen Lebens die bedeutendsten Gestalten seiner Zeit an seinem Hof in Aachen versammelte. Nach seiner Italienreise 780/781 berief Karl den Briten Alkuin zum Leiter der Hofschule, den er in Parma kennengelernt und der zuvor die Schule von York geleitet hatte. Andere Gelehrte am Hofe Karls waren Petrus Diaconus oder Theodulf von Orléans, die auch die Kinder Karls sowie junge Adlige am Hof unterrichteten. Viele dieser Gelehrten wurden nach einigen Jahren als Äbte oder Bischöfe an wichtige Stätten des Fränkischen Reiches entsandt, denn mit dem Erneuerungsgedanken war der Wille verbunden, dass die geistigen Errungenschaften des Hofes auf das gesamte Riesenreich ausstrahlen sollte. So wurde Theodulf zum Bischof von Orléans, Alkuin im Jahr 796 zum Bischof von Tours berufen. Für ihn übernahm Einhard die Leitung der Hofschule.
Um 800 entstanden an Karls Hof zwei sehr unterschiedliche Gruppen von Prachthandschriften für den liturgischen Gebrauch in den großen Klöstern und an den Bischofssitzen. Die beiden Handschriftengruppen werden entweder nach herausragenden Werken als „Ada-Gruppe“ beziehungsweise „Gruppe des Wiener Krönungsevangeliars“ oder als „Hofschule“ beziehungsweise „Palastschule Karls des Großen“ bezeichnet. Die illustrierten Texte beider Werkgruppen stehen in engstem Zusammenhang, während die Illustrationen selbst stilistisch keinerlei Berührungspunkte haben. Das Verhältnis der beiden Malschulen zueinander ist deshalb seit langem umstritten. Für die Gruppe des Wiener Krönungsevangeliars wurde immer wieder ein anderer Auftraggeber als Karl der Große diskutiert, die Indizien sprechen jedoch für eine Lokalisierung am Aachener Hof.

#### Die Ada-Gruppe oder Hofschule

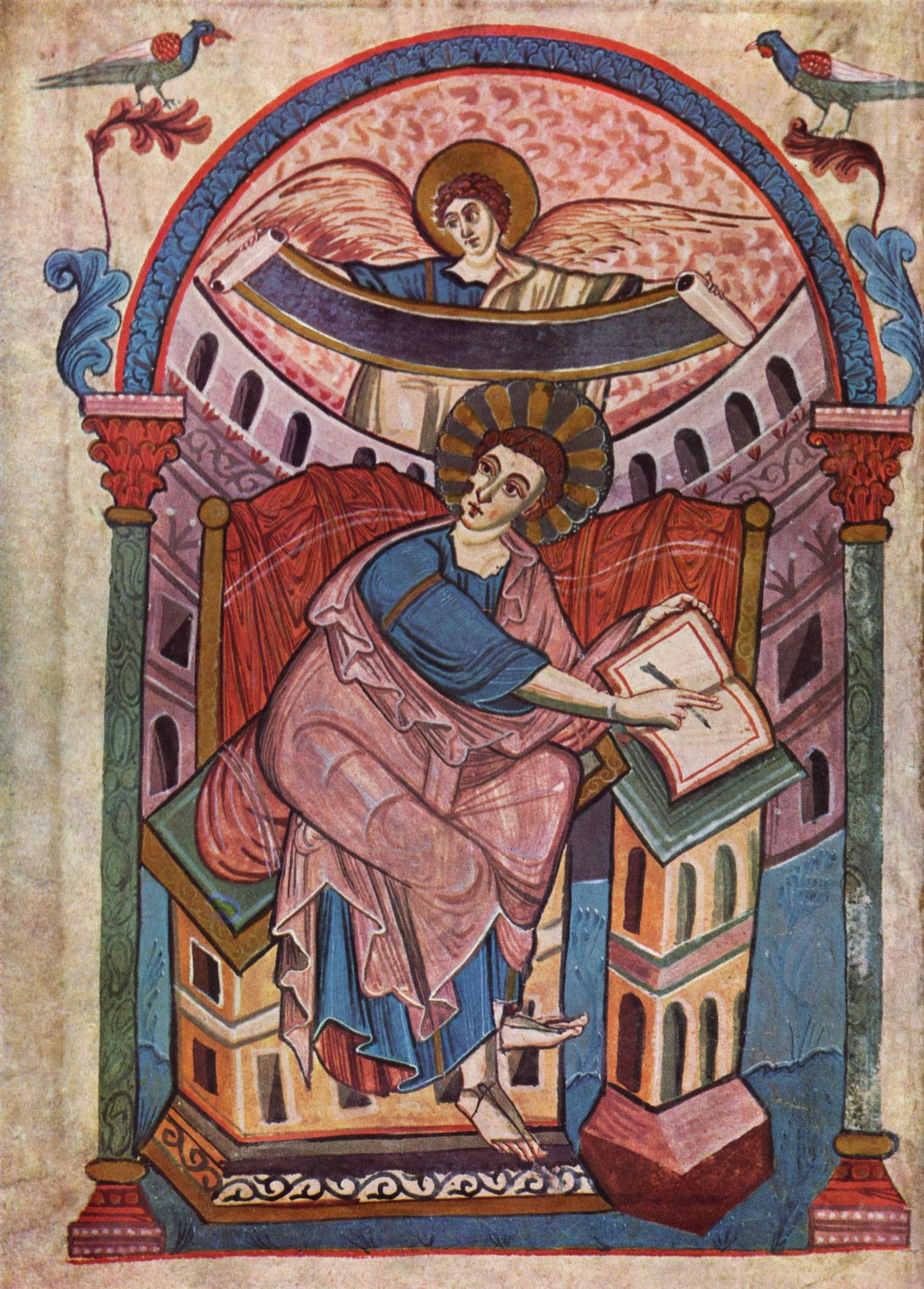
Der Evangelist Matthäus in der Ada-Handschrift (Aachen, um 800)

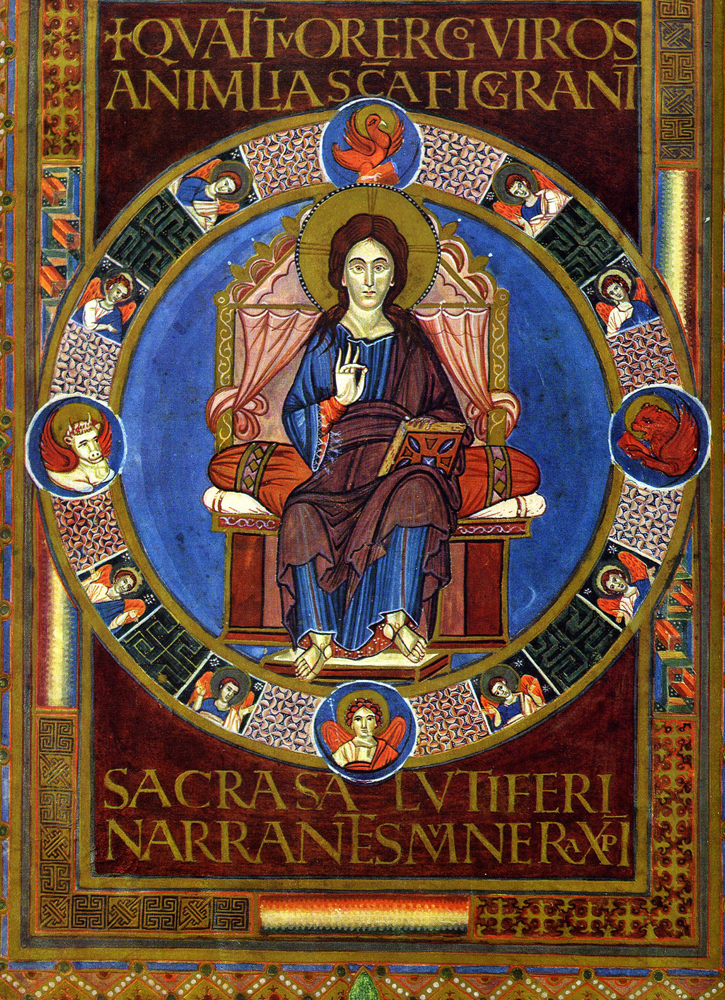
Maiestas Domini im Lorscher Evangeliar (Aachen, um 810)

Die erste Prachthandschrift, die Karl zwischen 781 und 783, also unmittelbar nach seiner Romfahrt, in Auftrag gab, war das nach seinem Schreiber benannte Godescalc-Evangelistar. Möglicherweise entstand dieses Werk noch nicht in Aachen, sondern in der Königspfalz Worms.
Die große Initialseite, Zierbuchstaben und ein Teil der Ornamentik entstammen der insularen, nichts erinnert aber an die merowingische Buchmalerei. Das Neue der Illumination sind die der Antike entnommenen Schmuckelemente, die plastisch-figürlichen Motive sowie die verwendete Schrift. Die ganzseitigen Miniaturen – der thronende Christus, die vier Evangelisten sowie der Lebensbrunnen – streben nach realer Körperlichkeit und einer logischen Verbindung zum dargestellten Raum und wirkten so stilbildend für die folgenden Werke der Hofschule. Der Text wurde mit goldener und silberner Tinte auf purpurgefärbtem Pergament geschrieben.
Den Handschriften der Ada-Gruppe aus der sicher in Aachen zu lokalisierenden Hofschule ist die bewusste Auseinandersetzung mit dem antiken Erbe sowie ein übereinstimmendes Bildprogramm gemeinsam. Sie orientieren sich dabei vermutlich vorwiegend an spätantiken Vorlagen aus Ravenna. Neben prachtvollen, Architekturmotive oder edelsteinverzierte Bilderrahmen imitierenden Arkaden und insular beeinflussten Initial-Zierseiten gehören großflächige Evangelistenbilder zur Ausstattung, die seit der Ada-Handschrift einen Grundtyp vielfach variieren. Den Figuren mit klar konturierter Binnenzeichnung wird durch schwellende, reiche Gewänder zum ersten Mal seit römischer Zeit wieder Körperlichkeit, dem Raum Dreidimensionalität zurückgegeben. Den Bildern ist ein gewisser horror vacui, die Angst vor der Leere, gemeinsam, so füllen ausladende Thronlandschaften die Blätter mit den Evangelistenbildern.
Um 790 entstanden der erste Teil der Ada-Handschrift und ein Evangeliar aus Saint-Martin-des-Champs. Es folgte der ebenfalls nach seinem Schreiber benannte, vor 795 geschriebenen Dagulf-Psalter, der nach dem Widmungsgedicht von Karl selbst in Auftrag gegeben wurde und als Geschenk für Papst Hadrian I. bestimmt war. Noch Ende des 8. Jahrhunderts sind das Evangeliar von Saint-Riquier und das Harley-Evangeliar in London anzusetzen, um 800 das Evangeliar aus Soissons sowie der zweite Teil der Ada-Handschrift und um 810 das Lorscher Evangeliar. Ein Fragment eines Evangeliars in London beschließt die Reihe der illustrierten Handschriften aus der Hofschule. Nach dem Tod Karls des Großen löste sie sich anscheinend auf. So bestimmend ihr Einfluss bis dahin war, scheint sie für die Buchmalerei der folgenden Jahrzehnte nur wenig Spuren hinterlassen zu haben. Nachwirkungen lassen sich in Fulda, Mainz, Salzburg und im Umkreis von Saint-Denis sowie einigen nordostfränkischen Skriptorien nachweisen.

#### Die Gruppe des Wiener Krönungsevangeliars oder Palastschule

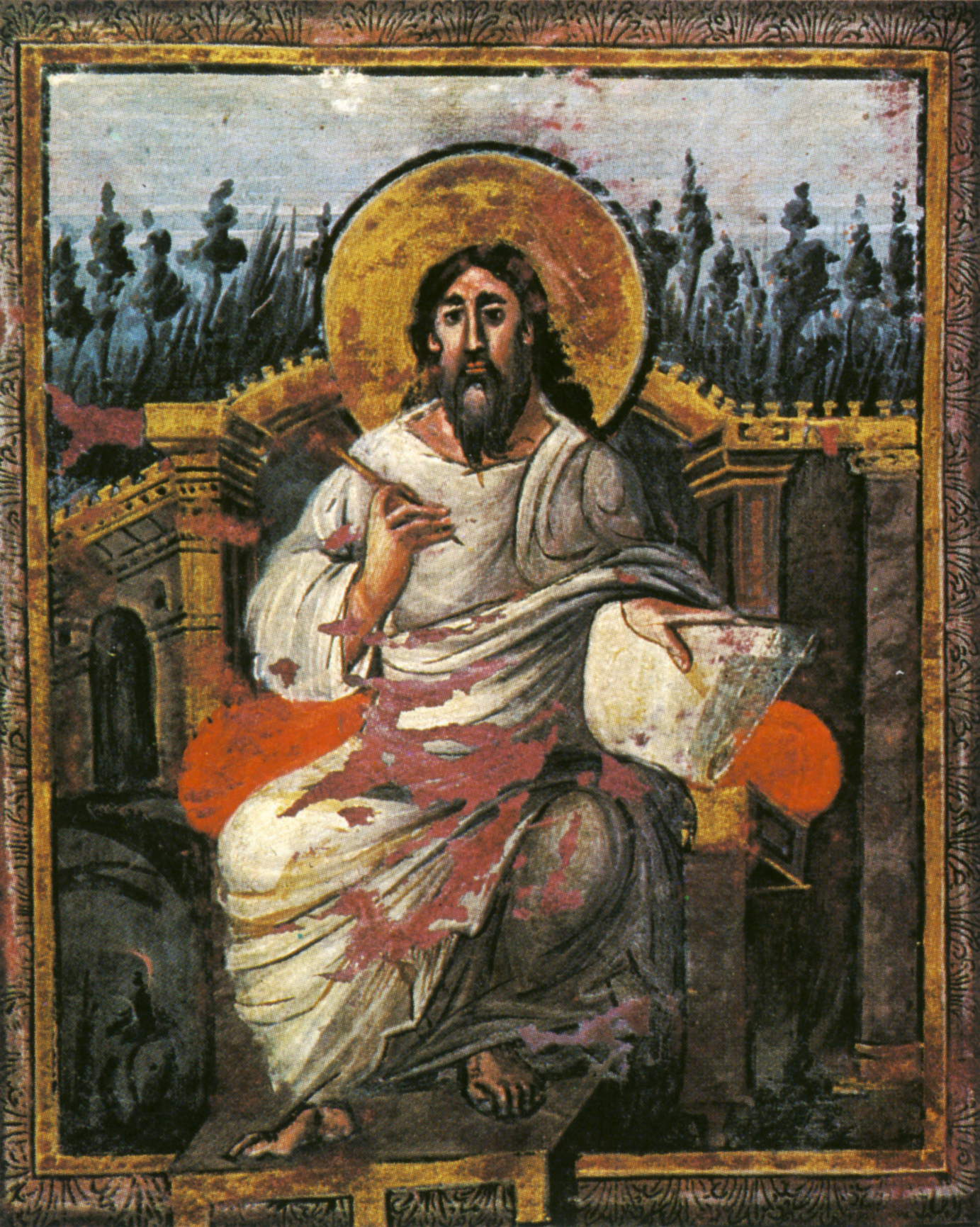
Johannes der Evangelist im Krönungsevangeliar (Aachen, kurz vor 800)

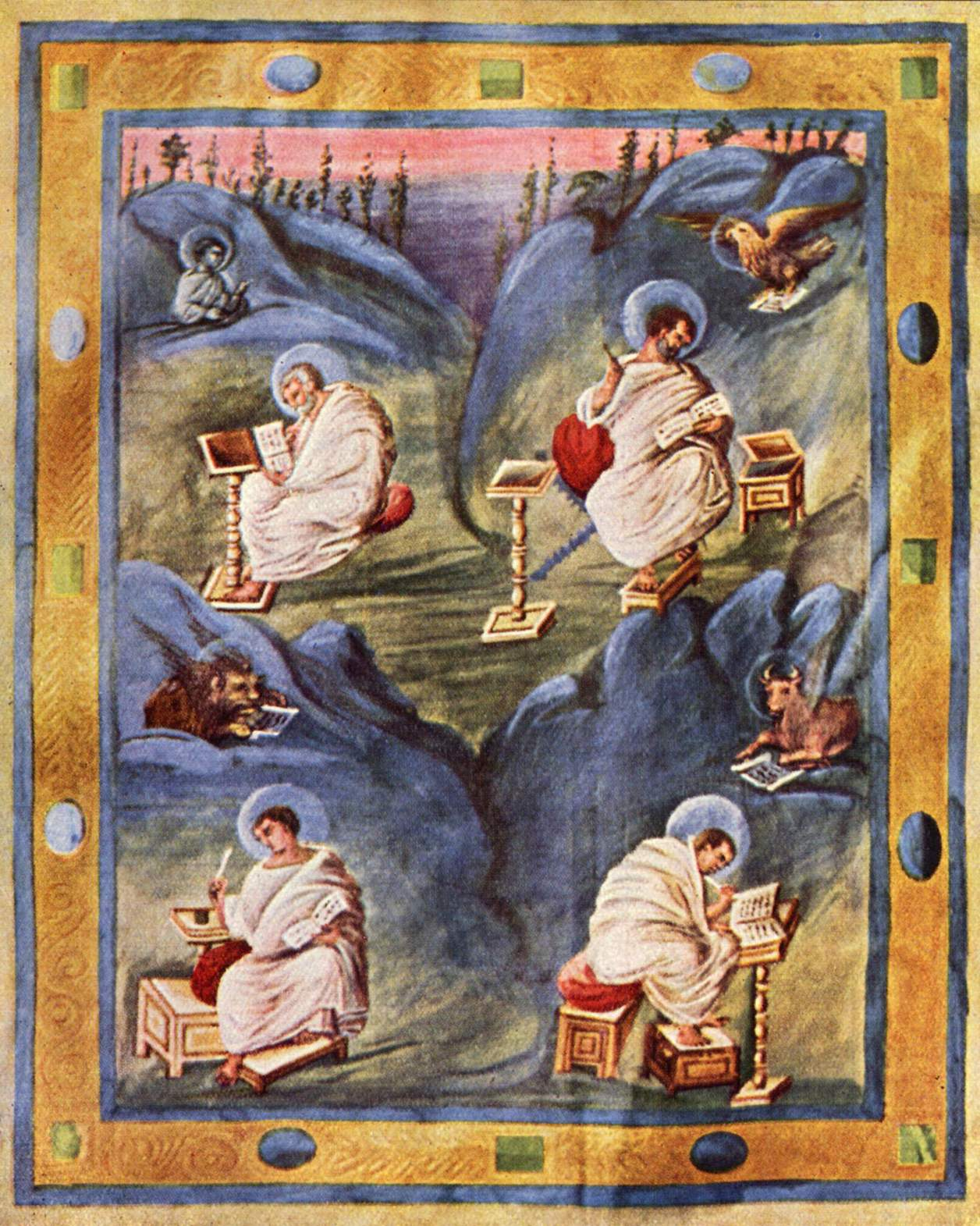
Die vier Evangelisten im Schatzkammer-Evangeliar (Aachen, Anfang 9. Jahrhundert)

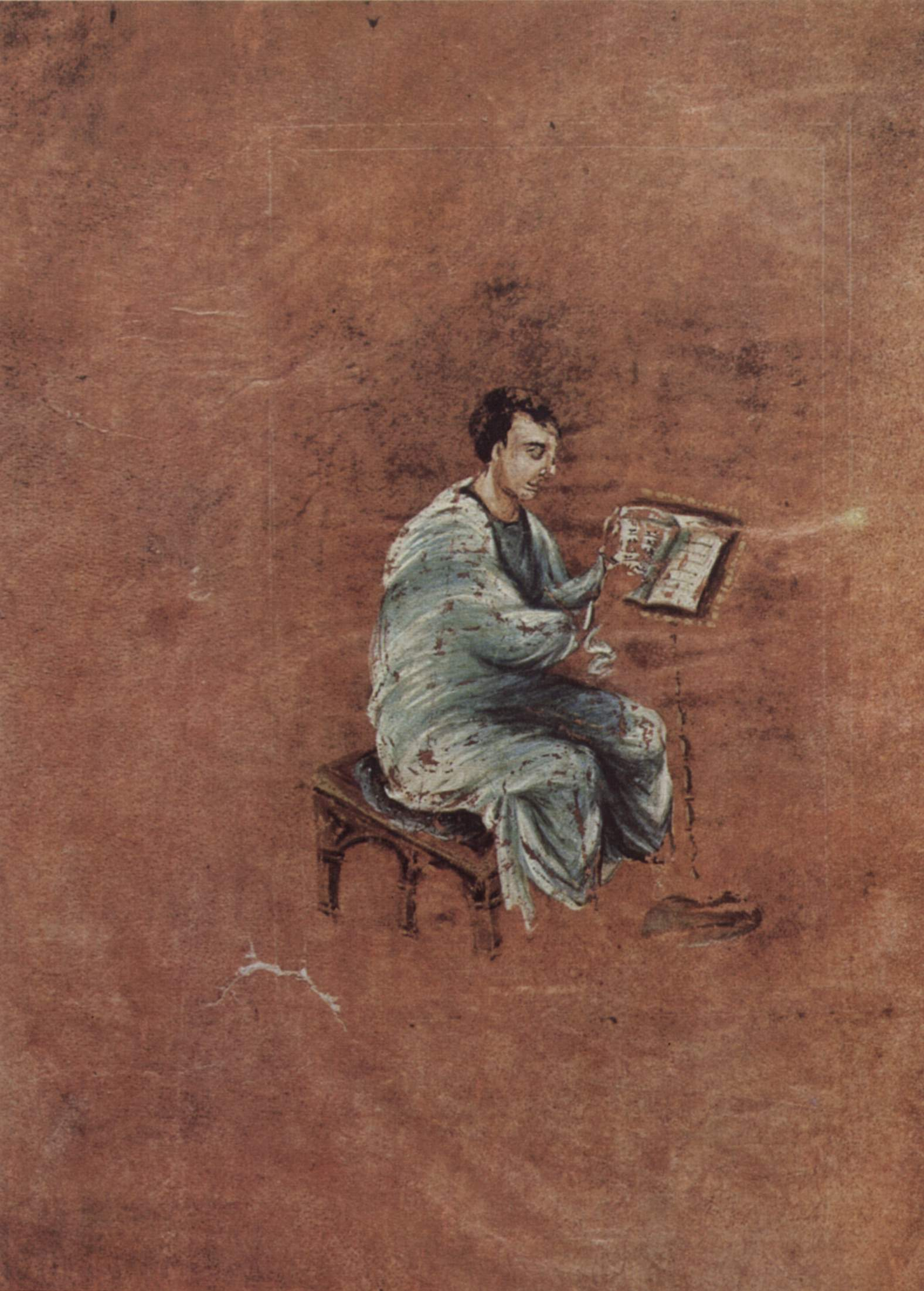
Evangelist Matthäus im Xantener Evangeliar (Aachen, Anfang des 9. Jahrhunderts)

Eine zweite, wohl ebenfalls in Aachen zu lokalisierende, aber deutlich von den Illustrationen der Hofschule abweichende Handschriftengruppe steht eher in hellenistisch-byzantinischer Tradition und gruppiert sich um das Wiener Krönungsevangeliar, das um 800 hergestellt wurde. Der Legende zufolge fand Otto III. die Prachthandschrift bei der Öffnung des Grabes Karls des Großen im Jahr 1000. Seitdem war das auch künstlerisch bedeutendste Manuskript dieser Werkgruppe Bestandteil der Reichsinsignien, und die deutschen Könige legten den Krönungseid auf das Evangeliar ab. In Abgrenzung zur Hofschule werden die Handschriften der Gruppe des Wiener Krönungsevangeliars einer Palastschule Karls des Großen zugerechnet. Ihr gehören vier weitere Manuskripte an: Das Schatzkammer-Evangeliar, das Xantener Evangeliar und ein Evangeliar aus Aachen, die alle Anfang des 9. Jahrhunderts anzusetzen sind.
Die Manuskripte der Gruppe des Wiener Krönungsevangeliars haben in ihrer Zeit im nördlichen Europa keine Vorläufer. Die mühelose Virtuosität, mit der die spätantiken Formen realisiert wurden, müssen die Künstler in Byzanz, vielleicht auch in Italien erlernt haben. Im Vergleich mit der Ada-Gruppe der Hofschule fehlt ihnen insbesondere der horror vacui. Die durch dynamische Schwünge bewegten Figuren der Evangelisten sind in der Haltung antiker Philosophen dargestellt. Ihre kraftvoll modellierten Körper, luftige und lichtdurchflutete Landschaften sowie mythologische Personifikationen und andere klassische Motive verleihen den Werken dieser Gruppe den atmosphärischen und illusionistischen Charakter der hellenistischen Malweise.
Zu Lebzeiten Karls scheint die Palastschule ein relativ isolierter Sonderfall der Buchmalerei gewesen zu sein, die im Schatten der Hofschule stand. Nach Karls Tod war es jedoch diese Malschule, die sehr viel stärkeren Einfluss auf die karolingische Buchmalerei ausübte als die Ada-Gruppe.

### Die Buchmalerei zur Zeit Ludwigs des Frommen

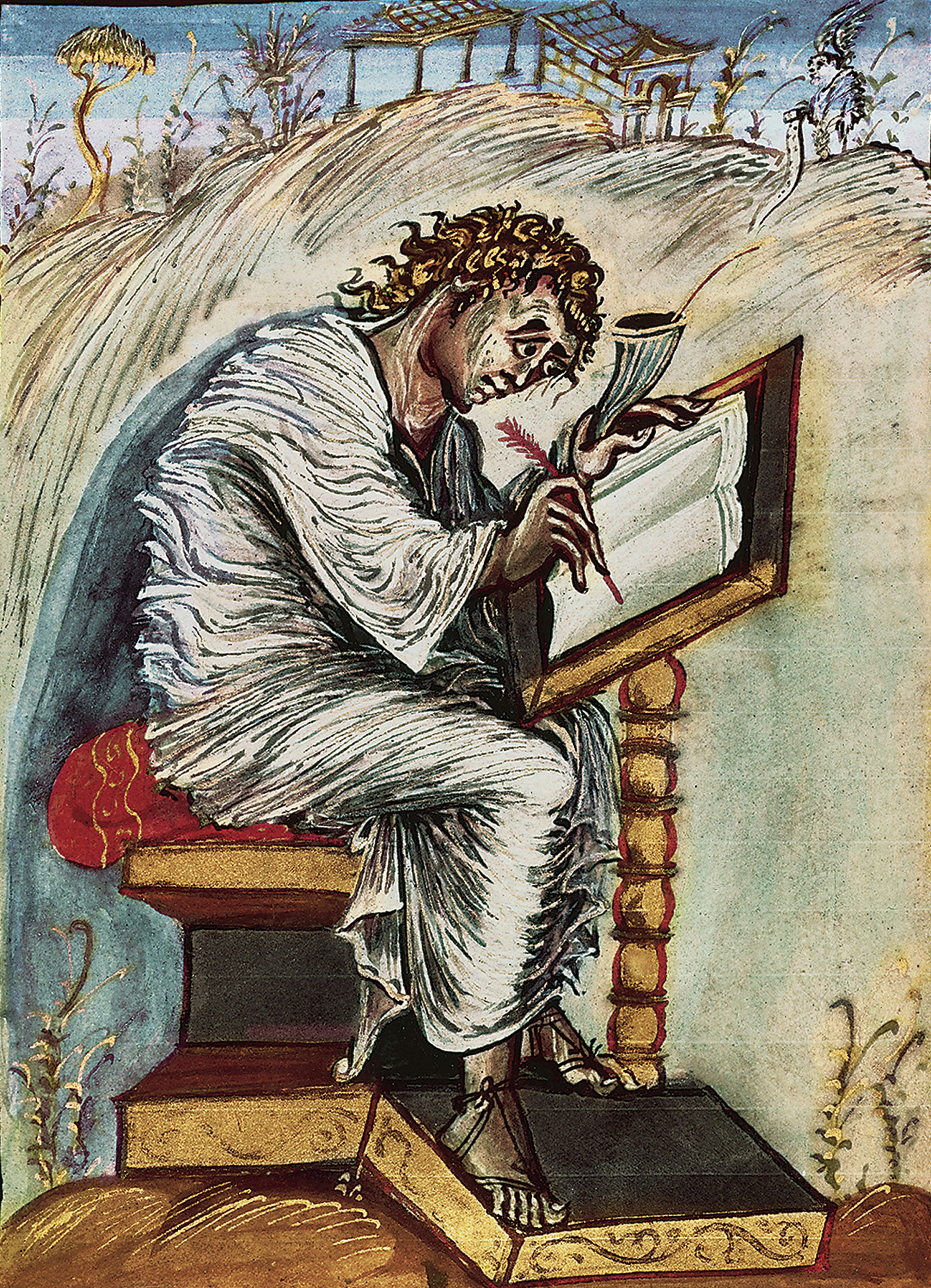
Evangelist Matthäus im Ebo-Evangeliar (Reims, zwischen 816 und 835)

Nach dem Tod Karls verlagerte sich die Hofkunst unter Ludwig dem Frommen (Regierungszeit 814–840) nach Reims, wo in den 820er und frühen 830er Jahren unter Erzbischof Ebo besonders die dynamisch bewegte Bildauffassung des Wiener Krönungsevangeliars rezipiert wurde. Ebo galt vor seiner Berufung nach Reims im Jahr 816 als „Bibliothekar des Aachener Hofes“ und brachte das Erbe der Karolingischen Renaissance mit. Die in einer anderen Maltradition verwurzelten Reimser Künstler verwandelten den ohnehin schon lebendigen Stil der Palastschule in einen expressiven Zeichenstil mit nervös-wirbelnder Linienführung und ekstatisch erregten Figuren. Die skizzenhaften Bilder mit der dichten, gezackten Strichführung weisen eine größtmögliche Entfernung zu dem ruhigen Bildaufbau der Aachener Hofschule auf. In Reims und in der nahen Abtei Hautvillers entstanden als Hauptwerke um 825 das Ebo-Evangeliar und vielleicht vom selben Künstler der außergewöhnliche, mit nichtkolorierten Federzeichnungen illustrierte Utrechter Psalter sowie der Berner Physiologus und das Evangeliar von Blois. Die 166 Darstellungen des Utrecht-Psalters zeigen neben paraphrasierenden Illustrationen der Psalmen zahlreiche Alltagsszenen.
Neben dem Kaiserhof traten allmählich auch die großen Reichsklöster und Bischofsresidenzen mit leistungsstarken Skriptorien wieder stärker in Erscheinung. Von 796 bis zu seinem Tod 804 war Alkuin, zuvor religiöser und kultureller Berater Karls des Großen, als Abt nach St. Martin in Tours delegiert, um den Erneuerungsgedanken in diese wichtige Stadt des Fränkischen Reiches zu tragen. Unter dem bilderkritischen Alkuin blühte das Skriptorium, Illustrationen fehlten den Handschriften jedoch zunächst, so dass die sog. Alkuin-Bibeln erst in der Zeit seiner Nachfolger mit bemerkenswerter figürlicher Buchmalerei ausgeschmückt worden sind.
Unter Erzbischof Drogo (823–855), einem illegitimen Sohn Karls des Großen, knüpfte die Metzer Schule an die Hofschule Karls an. Das um 842 entstandene Drogo-Sakramentar ist das Hauptwerk dieses Ateliers, von dessen Arbeiten unter anderem ein astronomisch-komputistisches Lehrbuch erhalten ist. Die originäre Leistung der Metzer Schule ist die historisierte Initiale, das heißt der mit szenischen Darstellungen bevölkerte Zierbuchstabe, der das ureigenste Element der gesamten mittelalterlichen Buchmalerei werden sollte.

### Die Hofschulen Karls des Kahlen und Kaiser Lothars

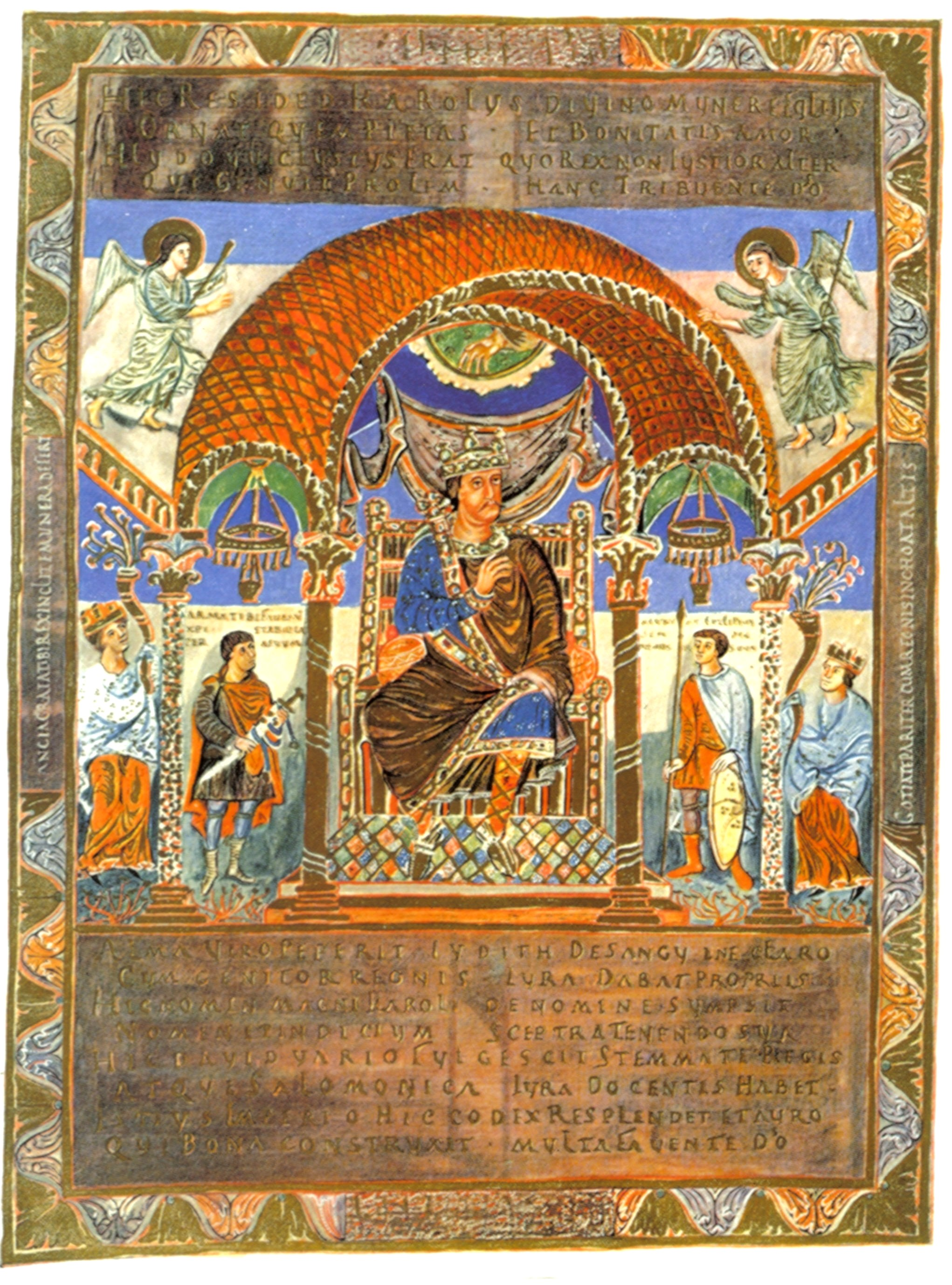
Karl der Kahle im Codex aureus von St. Emmeram (wahrscheinlich St. Denis, um 870)

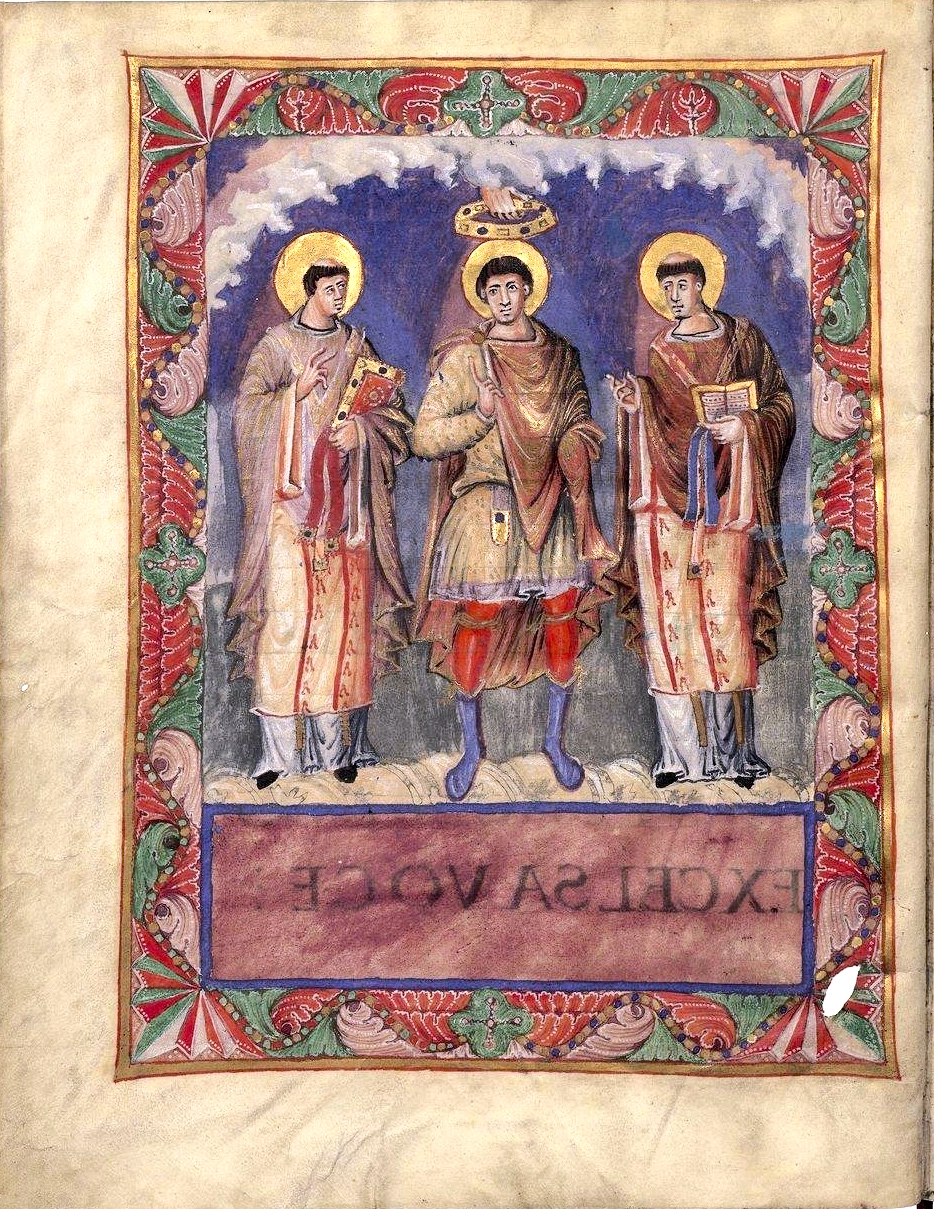
Karl der Kahle mit den Päpsten Gelasius und Gregor I. im Sakramentar Karls des Kahlen (Hofschule Karls des Kahlen, um 870)

Nach der Aufteilung des Fränkischen Reiches im Vertrag von Verdun 843 erreichte die karolingische Buchmalerei im Umkreis des nun westfränkischen Königs Karl dem Kahlen (Regierungszeit 840–877, Kaiser 875–877) ihre höchste Blüte. Vorsteher der Hofschule Karls, bisweilen nach der Bedeutung der Abtei Corbie für die Buchkunst der Epoche als Schule von Corbie bezeichnet, war Johannes Scotus Eriugena, der als Kunsttheoretiker die ästhetische Auffassung des gesamten Mittelalters richtungsweisend formulierte. Eine Führungsrolle für die Buchmalerei übernahm das Kloster in Tours unter den Äbten Adalhard (834–843) und Vivian (844–851). Ab etwa 840 entstanden riesige illustrierte Vollbibeln, die unter anderem für Klosterneugründungen bestimmt waren, darunter um 840 die Bibel von Moutier-Grandval und 846 die Vivian-Bibel. Nach dem Friedensschluss Karls mit seinem Bruder 849 stand das Kloster auch in enger Verbindung mit Kaiser Lothar I. Mit dem Lothar-Evangeliar erreichte die Schule von Tours ihren künstlerischen Höhepunkt. Die Werkstatt von Tours stand unter unmittelbarem und starkem Einfluss der Reimser Schule. Das Skriptorium von Tours war das einzige der gesamten karolingischen Zeit, das über mehrere Generationen hinweg produktiv blieb, mit der Zerstörung durch die Normannen im Jahr 853 endete seine Blütezeit jedoch unvermittelt.
Ist Tours bis dahin als Ort der Hofschule Karls des Kahlen anzusehen, so übernahm nach der Zerstörung des Klosters wahrscheinlich St. Denis bei Paris diese Rolle, wo Karl der Kahle 867 Laienabt wurde. Aus der Zeit nach 850 stammen einige besonders reich ausgeschmückte Handschriften, darunter ein Psalter (nach 869) und ein Sakramentar-Fragment. Die prächtigsten Manuskripte sind der Codex aureus von St. Emmeram, der um 870 im Auftrag Karls des Kahlen illuminiert wurde, und die etwa zur gleichen Zeit mit Goldtinte auf Purpurgrund geschriebene Bibel von St. Paul mit 24 ganzseitigen Miniaturen und 36 Initial-Zierseiten.
Die Hofschule Kaiser Lothars war wahrscheinlich in Aachen angesiedelt. Sie nahm den Stil der Palastschule Karls des Großen wieder auf und hatte anscheinend engen Kontakt zum Reimser Skriptorium, wie das Evangeliar aus Kleve zeigt.

### Die Buchmalerei außerhalb der Hofschulen

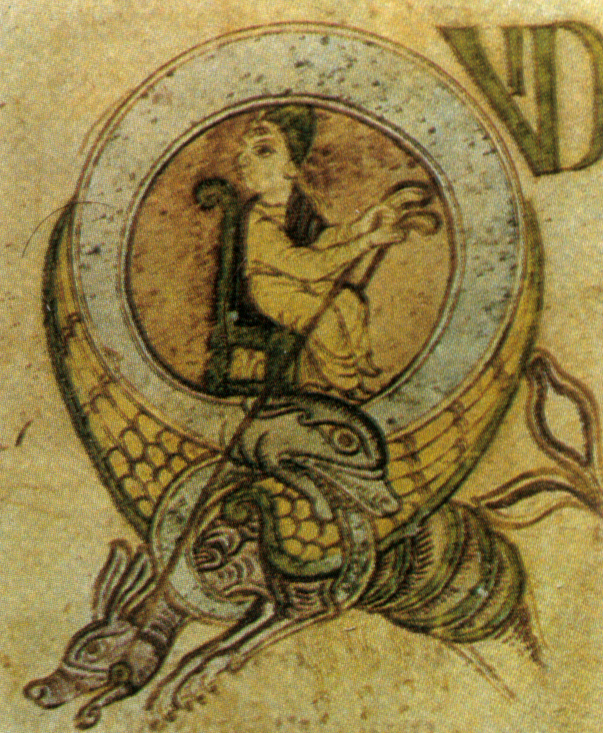
Initiale eines Psalters aus Corbie (um 800).

Während die bedeutendsten Buchillustrationen an den karolingischen Höfen oder in eng mit dem Hof verbundenen Abteien und Bischofsresidenzen entstanden, pflegten viele klösterliche Ateliers eigene Traditionen. Teilweise waren diese von der insularen Buchmalerei geprägt oder sie führten den merowingischen Stil fort. In einigen Fällen kam es zu eigenständigen Leistungen. Die Buchkunst des Klosters Corbie hatte bereits in merowingischer Zeit eine wichtige Rolle für die Buchmalerei gespielt, und die Schrift des Klosters gilt als Grundlage der Karolingischen Minuskel. Bemerkenswert ist ein Psalter aus Corbie (um 800), dessen Figureninitialen weder mit der höfischen karolingischen, noch mit der insularen Buchmalerei in Verbindung zu bringen sind und der auf die romanische Buchmalerei vorausweist. Bereits um 788 entstand im Kloster Mondsee der reich ausgestattete Psalter von Montpellier, der wahrscheinlich für ein Mitglied der bayerischen Herzogsfamilie bestimmt war.
Ein Sonderfall sind die Bibeln und Evangeliare, die im ersten Viertel des 9. Jahrhunderts unter Bischof Theodulf in Orléans geschrieben wurden. Theodulf war neben Alkuin der führende Theologe am Hofe Karls des Großen und wahrscheinlich Autor der Libri Carolini. Mehr noch als Alkuin war er bilderkritisch eingestellt, und so handelt es sich bei den Codices aus seinem Skriptorium zwar um aufwendig gestaltete purpurgefärbte und mit Gold- und Silbertinte geschriebene Prachthandschriften, ihr malerischer Schmuck beschränkt sich jedoch auf Kanontafeln. Auch ein Evangeliar aus dem Kloster Fleury, das zur Diözese Orléans gehörte, enthält neben 15 Kanontafeln lediglich eine Miniatur mit den Evangelistensymbolen.
Die Malschule von Fulda war anscheinend eine der wenigen in der Nachfolge der Aachener Hofschule. Deutlich wird diese Abhängigkeit am Fuldaer Evangeliar in Würzburg aus der Mitte des 9. Jahrhunderts. Sie nahm darüber hinaus aber auch Anleihen bei griechischen Vorbildern, so ist die nimbierte Gestalt Ludwigs des Frommen in einer Abschrift von de laudibus sanctae crucis des Rabanus Maurus als Bildgedicht ganz von dem Text umwoben und nimmt so Bezug auf Darstellungen Konstantins des Großen. Rabanus Maurus, ein Schüler Alkuins, war bis 842 Abt des Fuldaer Klosters.

### Der Übergang zur ottonischen Kunst

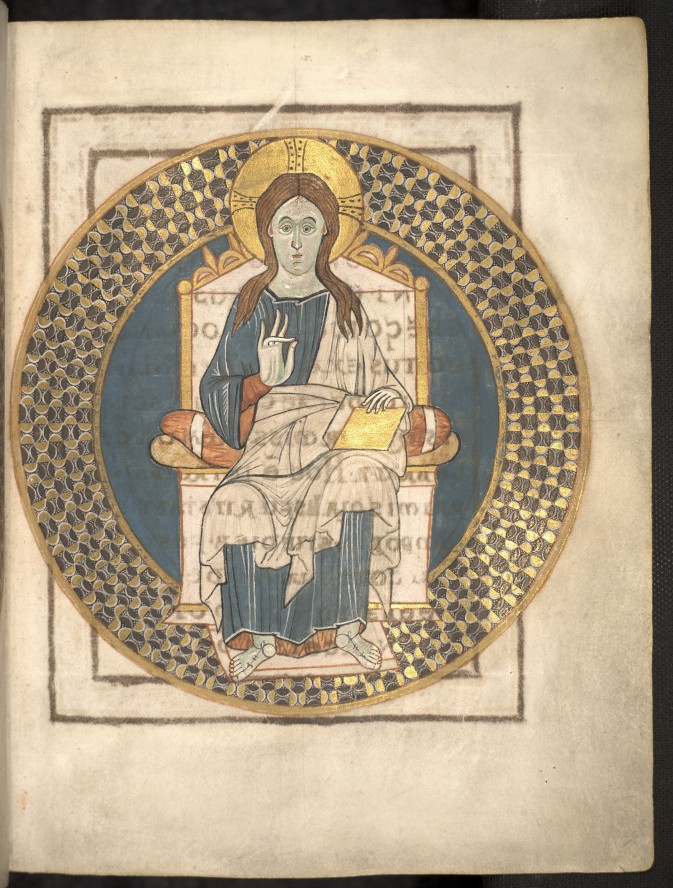
Die Maiestas Domini im Petershausener Sakramentar (Reichenau, um 970) ist eine Kopie derjenigen im Lorscher Evangeliar.

Nach dem Tod Karls des Kahlen 877 begann für die bildende Kunst eine rund hundert Jahre währende unfruchtbare Zeit. Nur in den Klöstern lebte die Buchmalerei – meist auf vergleichsweise bescheidenem Niveau – fort, die Höfe der karolingischen Herrscher spielten keine Rolle mehr. Mit der Verlagerung der Machtverhältnisse kam den ostfränkischen Klöstern eine wachsende Bedeutung zu. Besonders der Initialstil des Klosters St. Gallen, aber auch die Buchmalereien der Klöster Fulda und Corvey nahmen eine Mittlerrolle zur ottonischen Buchmalerei ein. Weitere klösterliche Zentren des ostfränkischen Reiches waren die Skriptorien in Lorsch, Regensburg, Würzburg, Mondsee, Reichenau, Mainz und Salzburg. Besonders die Klöster in Alpennähe standen in engem künstlerischem Austausch mit Oberitalien.
Im heutigen Nordfrankreich hatte sich, verstärkt seit der zweiten Hälfte des 9. Jahrhunderts, die franko-sächsische (bedeutet: fränkisch-angelsächsische) Schule entwickelt, deren Buchschmuck weitgehend auf Ornamentik beschränkt blieb und wieder auf die insulare Buchmalerei zurückgriff. Eine Vorreiterrolle hatte das Kloster Staint-Amand inne, daneben traten unter anderem die Abteien St. Vaast in Arras, Saint-Omer und St. Bertin in Erscheinung. Ein frühes Beispiel dieses Stils ist ein im zweiten Viertel des 9. Jahrhunderts für Ludwig den Deutschen geschriebener Psalter aus Saint-Omer. Die bedeutendste Handschrift der franko-sächsischen Schule ist die Zweite Bibel Karls des Kahlen, die zwischen 871 und 873 im Kloster Saint-Amand entstand.
Erst gegen 970 setzte unter den gewandelten Vorzeichen des jetzt sächsischen Herrscherhauses ein neuer, ganz anders gearteter Stil in der Buchmalerei ein. Die ottonische Kunst wird in Analogie zur karolingischen auch als „Ottonische Renaissance“ bezeichnet, doch griff sie kaum unmittelbar auf antike Vorbilder zurück. Vielmehr bezog sich diese, beeinflusst von der byzantinischen Kunst, auf die karolingische Buchmalerei. Dabei entwickelte die ottonische Buchmalerei eine ausgeprägt eigene, homogene Formensprache, an ihrem Beginn standen jedoch Adaptionen karolingischer Werke. So wurde die Maiestas Domini des Lorscher Evangeliars im späten 10. Jahrhundert auf der Reichenau im Petershausener Sakramentar und im Gero-Codex exakt, wenn auch reduziert kopiert.